# Galileo (sonde spatiale)
Pour les articles homonymes, voir Galileo, Projet Galileo et JOP.

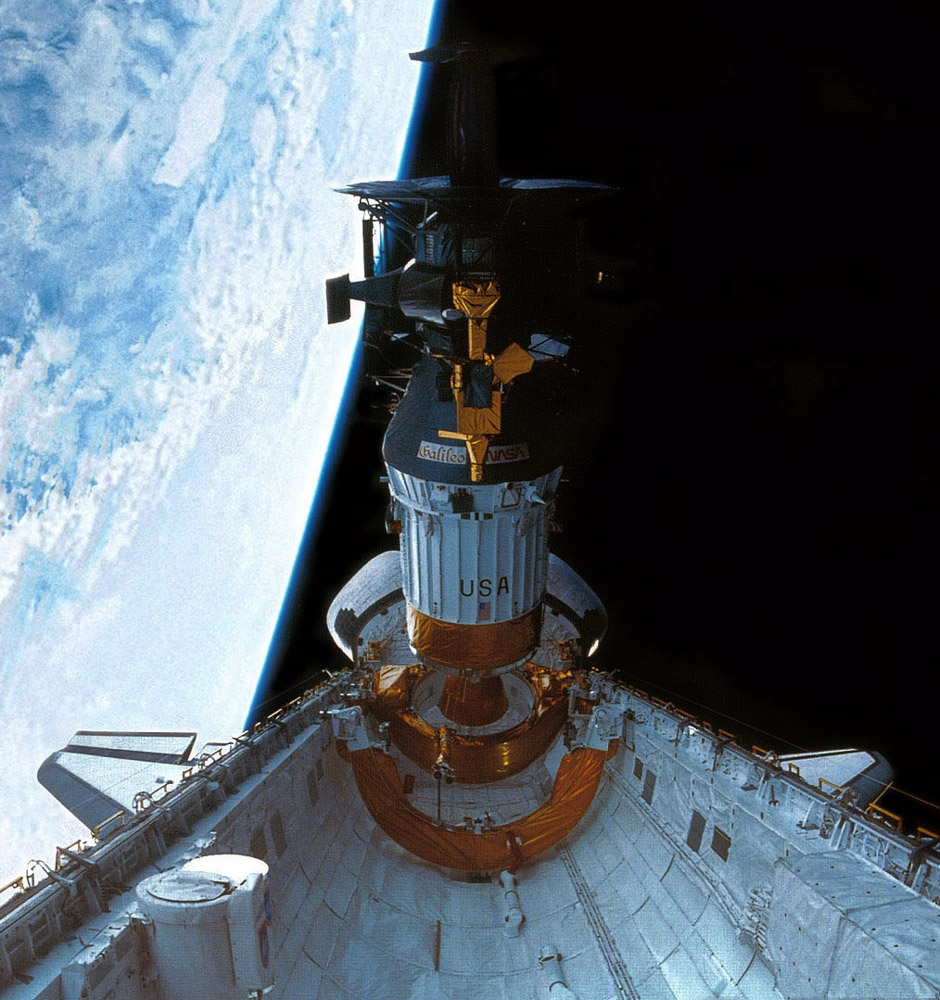
Le lancement de la sonde Galileo depuis la navette spatiale en 1989.

Galileo, aussi appelée Jupiter Orbiter with Probe ou JOP, est une sonde spatiale américaine développée par la NASA qui a pour mission d'étudier la planète Jupiter et ses lunes. Galileo est lancée le 18 octobre 1989 par la navette spatiale américaine Atlantis. La sonde se place en orbite autour de Jupiter le 7 décembre 1995, après un voyage de six ans, au cours duquel elle a recours à l'assistance gravitationnelle de la Terre à deux reprises ainsi qu'à celle de la planète Vénus. Elle circule sur une orbite de deux mois qu'elle parcourt à 35 reprises au cours de la phase scientifique de la mission qui s'achève après deux prolongations en 2003.
La sonde, d'une masse de 2,2 tonnes, comprend un orbiteur et une sonde atmosphérique chargée d'analyser in situ l'atmosphère de Jupiter. Les deux engins emportent 22 instruments scientifiques.
Galileo collecte de nombreuses informations scientifiques malgré l'indisponibilité de son antenne grand gain qui n'est pas déployée, limitant fortement le volume de données transmis. Galileo précise les éléments recueillis par les sondes qui l'avaient précédée, notamment Voyager 1 et Voyager 2. L'atmosphère de Jupiter, sa magnétosphère et ses principales lunes sont longuement étudiées. La sonde atmosphérique larguée peu avant l'arrivée sur Jupiter détecte beaucoup moins d'eau que prévu, remettant en question les théories sur la formation de Jupiter et celle du Système solaire. Parmi les faits les plus marquants, elle découvre la présence d'un océan d'eau liquide sous la surface gelée de la lune Europe, un des satellites galiléens de Jupiter, la présence du champ magnétique de la lune Ganymède, et effectue le premier survol d'un astéroïde au cours de son transit entre la Terre et Jupiter. Au cours de sa mission, la sonde prend 14 000 images.

## Contexte: l'exploration de Jupiter
L'étude de la planète Jupiter débute avec l'invention de la lunette astronomique au début du XVIIe siècle. Galilée découvre en 1610 avec la première de ces lunettes que Jupiter est accompagné par plusieurs lunes ce qui remet en question la conception de l'Univers de l'époque selon laquelle tout ce qui gravitait devait le faire autour de la Terre. Les quatre lunes découvertes, Io, Europe, Ganymède et Callisto prennent le nom de lunes galiléennes. Les télescopes de plus en plus puissants permettent par la suite de découvrir la Grande Tache rouge dans l'atmosphère de Jupiter, une cinquième lune Amalthée (1892) et grâce à la spectroscopie d'identifier les principaux composants présents dans l'atmosphère visible de la planète géante. L'exploration spatiale débute avec le survol de Jupiter par les petites sondes Pioneer 10 (1973) et Pioneer 11 (1974) : celles-ci passent à faible distance de Jupiter et de plusieurs de ses lunes en effectuant les premières photos détaillées. Les sondes spatiales découvrent que la ceinture de radiation autour de la planète géante est dix fois plus intense que prévu. Six ans plus tard, en 1979, le système jovien est survolé par Voyager 1 et Voyager 2. Les nombreux instruments emportés par ces sondes spatiales permettent d'effectuer une étude approfondie des lunes galiléennes. Les observations aboutissent à la découverte des anneaux de Jupiter et confirment que la grande tache rouge correspond à un anticyclone et que ses caractéristiques évoluent dans le temps. Le point d'orgue de ces missions est l'observation de volcans actifs à la surface de Io, les premiers découverts dans le Système solaire. Les sondes spatiales découvrent dans le sillage de Io un tore d'atomes ionisés qui jouent un rôle important dans la magnétosphère de Jupiter. La sonde spatiale Ulysses utilise le champ gravitationnel de Jupiter en 1992 pour quitter le plan de l'écliptique ce qui lui permet de faire des observations inédites de la magnétosphère de la planète dont elle survole le pôle.

## Objectifs scientifiques de la mission
Les principaux objectifs de la mission Galileo sont :
- étudier la circulation et la dynamique de l'atmosphère de Jupiter ;
- étudier la couche supérieure de l'atmosphère de Jupiter et l'ionosphère ;
- caractériser la morphologie, la géologie et la structure physique des lunes galiléennes ;
- étudier la composition et la distribution des minéraux à la surface des lunes galiléennes ;
- analyser le champ de gravité et le champ magnétique des lunes galiléennes ;
- étudier l'atmosphère, l'ionosphère et les nuages de gaz des lunes galiléennes ;
- étudier l'interaction entre la magnétosphère de Jupiter et les lunes galiléennes ;
- mesurer le vecteur du champ magnétique ainsi que le spectre, la composition et la distribution des particules énergétiques jusqu'à une distance de 150 rayons joviens de la planète géante.

Galileo embarque une petite sonde autonome larguée dans l'atmosphère de Jupiter à l'arrivée et dont les objectifs sont :
- déterminer la composition chimique de l'atmosphère de Jupiter ;
- caractériser la structure de l'atmosphère de Jupiter au moins jusqu'à une profondeur correspondant à une pression de 10 bars ;
- étudier la nature des particules contenues dans les nuages et la structure des couches nuageuses ;
- établir le bilan radiatif de Jupiter ;
- étudier l'activité électrique (éclairs) de l'atmosphère de Jupiter ;
- mesurer le flux des particules énergétiques chargées.

## Des premières esquisses à la finalisation du projet

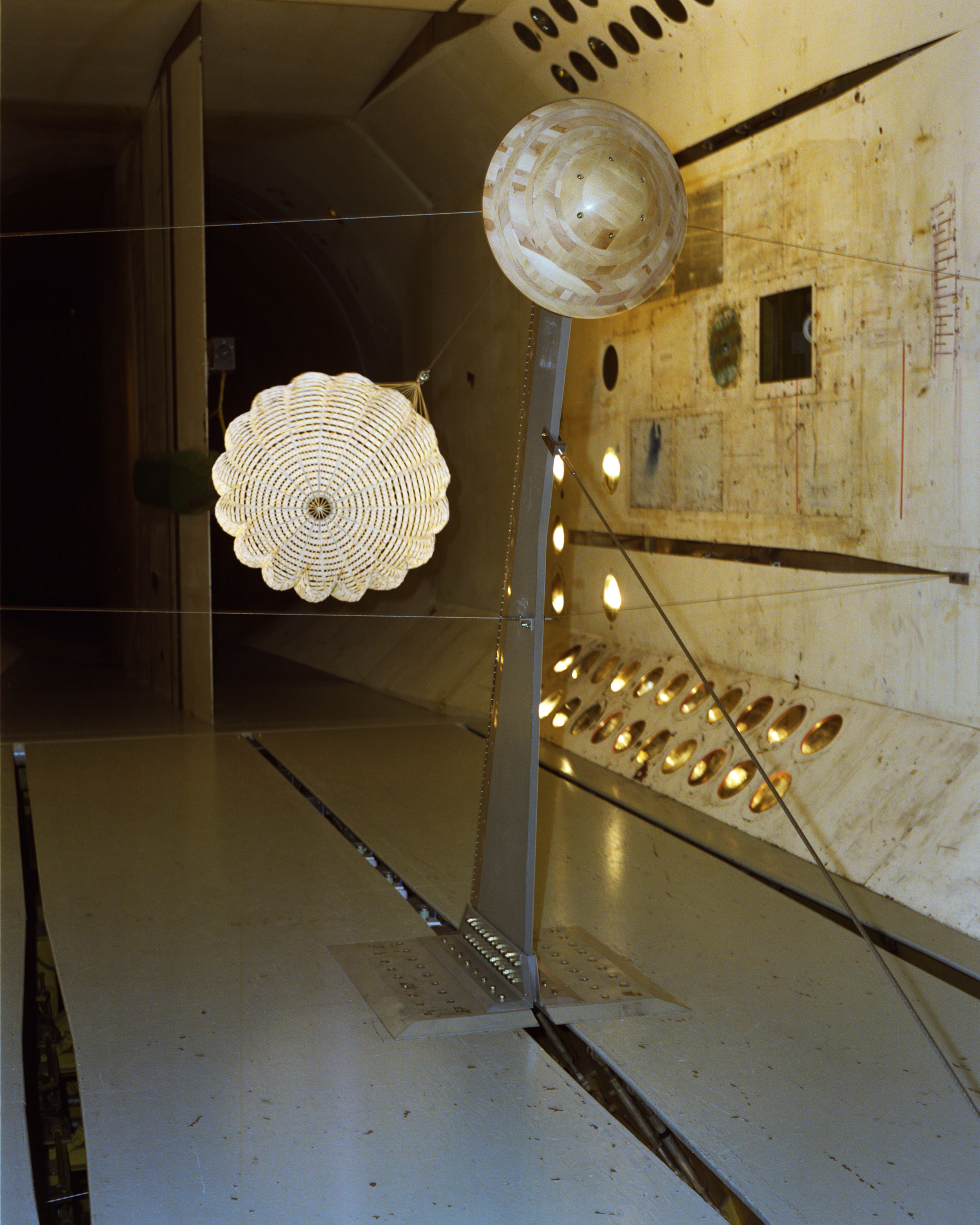
Un essai en soufflerie du parachute de la sonde atmosphérique.

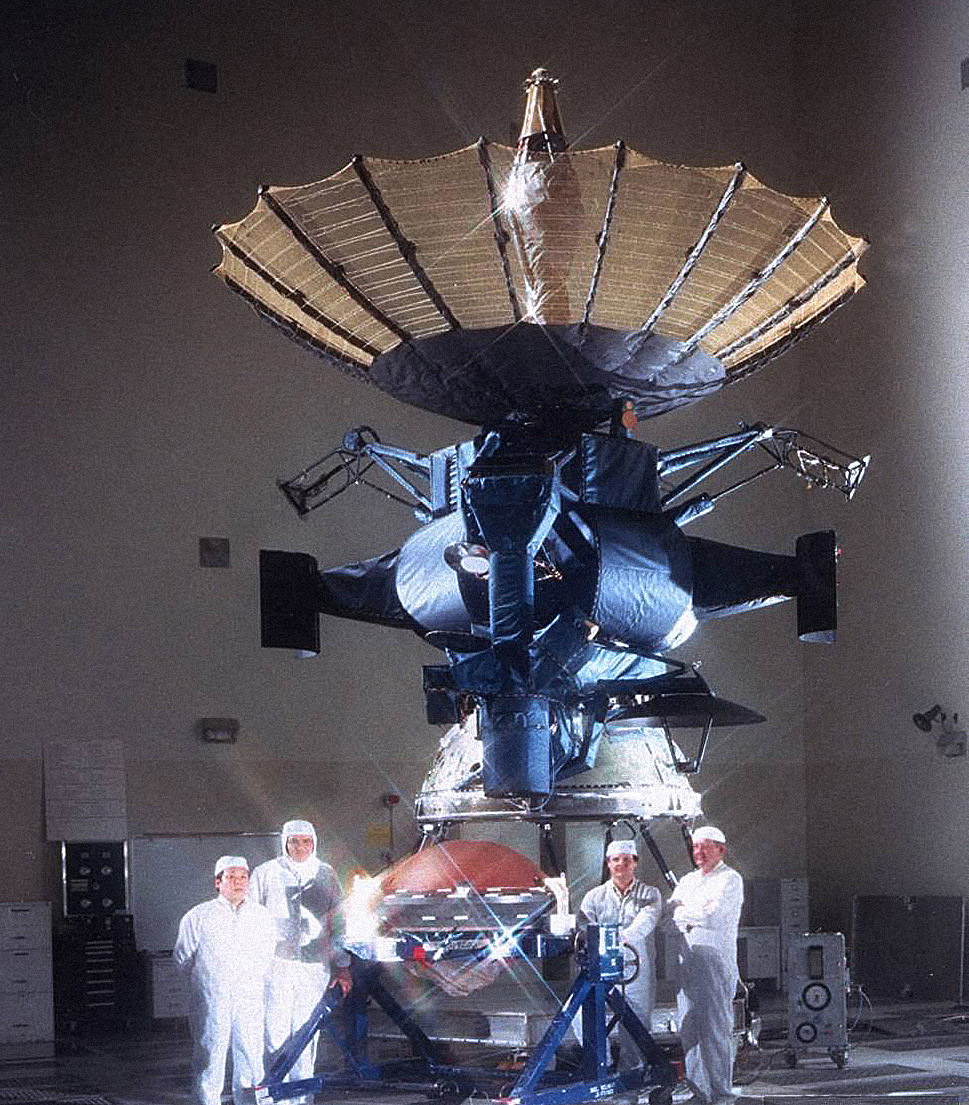
La sonde Galileo après son assemblage final en 1983 au centre JPL de la NASA. La sonde spatiale sera modifiée à la suite de l'accident de la navette Challenger.

### Phase d'étude (1975-1977)
Vers 1975, le centre de recherche Ames de la NASA, cherche à capitaliser sur le succès des sondes spatiales Pioneer 10 et Pioneer 11 qu'elle a développées à la fin des années 1960 et qui a joué le rôle d'éclaireur pour les sondes Voyager dans l'exploration des planètes supérieures (Jupiter, Saturne…) du Système solaire. Elle étudie à cette époque la possibilité d'une mission qui constitue la suite logique du survol de la planète Jupiter par les sondes Pioneer et Voyager. La sonde spatiale envisagée, baptisé Jupiter Orbiter with Probe (JOP) comprend un orbiteur chargé de se placer en orbite autour de la planète Jupiter et une sonde atmosphérique qui doit s'enfoncer dans l'atmosphère de Jupiter pour en étudier ses caractéristiques. L'architecture de l'orbiteur repose sur une version évoluée de la plate-forme des sondes Pioneer. Les principaux ajouts sont un moteur-fusée chargé d'insérer la sonde en orbite autour de la planète géante et une structure qui doit servir de support à la sonde atmosphérique. Cette dernière est dérivée d'un véhicule similaire développé pour la mission Pioneer Venus. En 1975, la NASA autorise le centre spatial à lancer la phase de conception de la sonde spatiale dont le lancement par la navette spatiale américaine est programmé pour 1982. L'Agence spatiale européenne doit fournir le moteur chargé de l'insertion en orbite. Quelques mois plus tard, la NASA décide de confier le développement de l'orbiteur à son centre JPL. Il s'agit de donner du travail à ce centre qui ayant achevé la réalisation des sondes martiennes Viking et étant sur le point de lancer les sondes Voyager vers les planètes supérieures, n'a plus de nouvelles missions interplanétaires à développer.
Les deux établissements de la NASA font des choix d'architecture différents pour l'orbiteur. Ames privilégie les instruments scientifiques chargés d'étudier les champs et les particules et attribue un rôle mineur aux caméras, spectromètres, radiomètres et photomètres. À ce titre, il souhaite développer une sonde avec un contrôle d'attitude par rotation optimale pour cet usage. Le JPL, quant à lui, privilégie les instruments qui nécessitent une plate-forme stabilisée sur trois axes (caméras,…). Pour concilier ces deux conceptions le JPL, après avoir envisagé de développer un sous-satellite par rotation se détachant de la sonde principale à l'approche de Jupiter et portant les instruments d'étude des champs et des particules, décide, afin de répondre aux attentes du centre Ames, de concevoir une sonde par rotation comportant un sous-ensemble contre-rotatif portant les instruments nécessitant une stabilisation sur trois axes. Les acteurs sont conscients que ce choix technique innovant augmente tellement les coûts qu'il n'est pas possible de lancer deux sondes jumelles selon la tradition établie pour réduire les risques. Le budget du projet JOP est soumis par la NASA à l'approbation du gouvernement et du Congrès américain sous la législature du président américain Gerald Ford. Il revient au gouvernement du président Jimmy Carter, en place à compter de janvier 1977, de statuer. Alors que l'annulation du projet est envisagée, une mobilisation particulièrement importante de l'opinion publique exerce une telle pression sur les décideurs que ceux-ci donnent leur feu vert en juillet 1977 à la mission vers Jupiter. Le coût du projet, chiffré à 270 millions de dollars américains par la NASA, est volontairement sous-évalué pour ne pas mettre JOP en concurrence avec le projet du télescope spatial Hubble accepté la même année.

### Développement (1977-1989)
Début 1978, le projet est baptisé Galileo du nom de l'astronome italien du XVIe siècle Galilée, qui a découvert les quatre satellites naturels les plus visibles de la planète Jupiter, dit satellites galiléens. La sonde doit être lancée en 1982 par la navette spatiale américaine qui se substitue à cette date à l'ensemble des lanceurs classiques car, selon la doctrine officielle, elle permet un abaissement significatif des coûts de lancement. Pour parvenir jusqu'à la planète Jupiter la sonde, une fois placée en orbite terrestre basse par la navette, est accélérée par une combinaison d'étages inertiels supérieurs, ou Inertial Upper Stage (IUS). L'étage IUS est mis au point par Boeing pour le lancement de satellites de l'Armée de l'air américaine (USAF) et des versions bi-étages et tri-étages sont en cours de développement pour les besoins de la navette. L'accélération procurée par les étages IUS n'est toutefois pas suffisante et la trajectoire retenue doit amener la sonde à survoler la planète Mars pour obtenir un surcroît de vitesse grâce à l'assistance gravitationnelle de celle-ci. Lorsque la planification du développement de la navette spatiale américaine subit un dérapage d'un an, le lancement de la sonde doit être repoussé en 1984 mais à cette date, la trajectoire ne permet plus une assistance gravitationnelle aussi efficace de la planète Mars : le JPL doit envisager soit de sacrifier une partie de l'instrumentation scientifique, soit de concevoir une mission à deux satellites plus légers. Une solution alternative est mise au point ; le centre de recherche Lewis de la NASA travaille sur une version de l'étage Centaur pouvant être embarquée dans la soute de la navette spatiale américaine. L'étage Centaur, qui utilise un mélange oxygène liquide/hydrogène liquide performant mais délicat à emmagasiner, fournit une puissance de 50 % supérieure à la combinaison d'étages IUS ; grâce à celui-ci la sonde Galileo peut se passer de l'assistance gravitationnelle et d'opter pour une trajectoire directe vers la planète Jupiter. Les dirigeants de la NASA décident d'abandonner les versions multi-étages de l'IUS et de développer la version de l'étage Centaur adaptée à la navette spatiale. Le lancement de la sonde est repoussé d'un an, en 1985, pour tenir compte de la date de mise à disposition de la nouvelle version de cet étage.
Au début des années 1980 le projet Galileo se trouve confronté à la fois à des problèmes techniques et à l'austérité budgétaire imposée par la nouvelle administration du président Ronald Reagan. Le lancement de la sonde Galileo est par ailleurs fortement retardé à la suite du gel des vols de navettes spatiales après l'accident de la navette spatiale Challenger. De nouvelles normes de sécurité sont fixées et la sonde Galileo se voit contrainte d'utiliser un étage de propulsion supérieur de faible puissance. Pour acquérir suffisamment de vitesse, la sonde spatiale doit désormais utiliser à trois reprises l'assistance gravitationnelle, une fois celle de la planète Vénus et deux fois celle de la Terre. La nouvelle trajectoire impose un allongement de la durée du transit vers la planète Jupiter qui passe à 6 ans contre 2 ans avec l'étage Centaur. La trajectoire de la sonde spatiale comprend une phase où la sonde se trouve plus près du Soleil que la Terre. L'isolation thermique de Galileo doit être revue et notamment un pare-soleil est ajouté au sommet de l'antenne directionnelle pour limiter son échauffement.

## Déroulement de la mission

### Choix de trajectoire
L'envoi d'une sonde spatiale directement vers la planète Jupiter nécessite de lui donner une vitesse au minimum de 14,4 km/s dont 11,2 km/s sont nécessaires pour s'échapper de l'attraction terrestre. Les étages IUS ne peuvent porter la vitesse de la sonde spatiale qu'à 11,93 km/s, soit juste un petit peu plus que ce qui est nécessaire pour survoler la planète Vénus (11,64 km/s). Le supplément de vitesse est fourni par l'assistance gravitationnelle de Vénus puis à deux reprises par celle de la Terre.

### Lancement et transit vers Jupiter (1989-1995)

#### Lancement

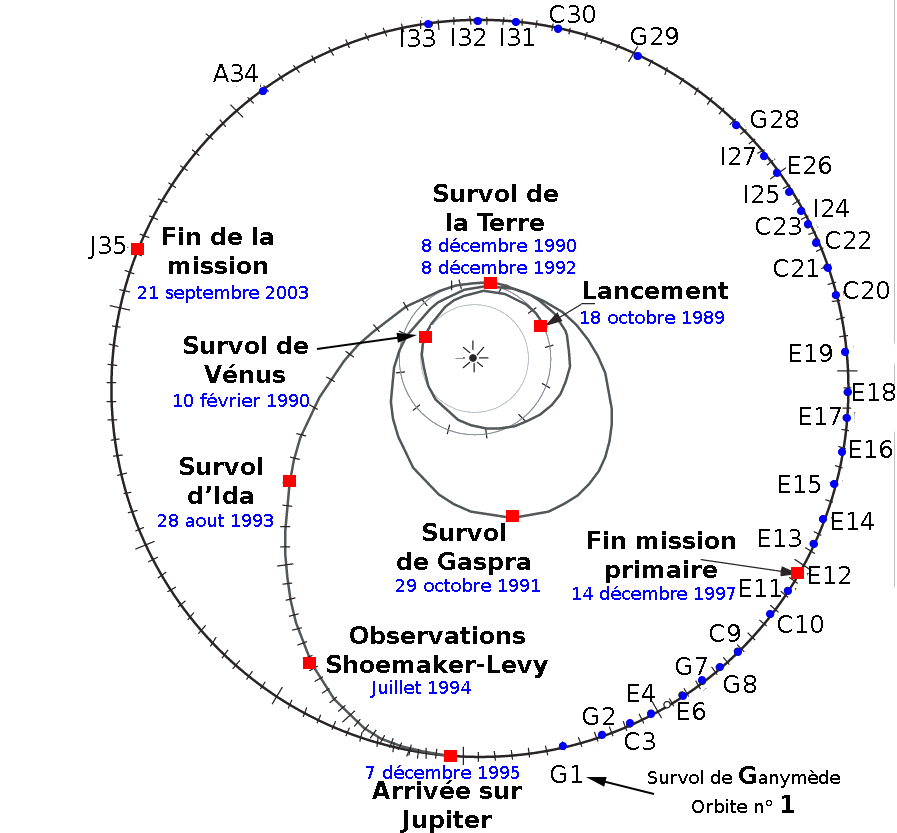
La trajectoire de Galileo et des principaux événements de la mission. Les survols des lunes sont représentés par un code qui comprend une lettre représentant la lune survolée et un nombre représentant le numéro d'orbite autour de Jupiter. Par exemple E16 est le survol de la lune Europe réalisé lors de la 16e orbite de Galileo autour de Jupiter.

Galileo est lancée le 18 octobre 1989 par la navette spatiale américaine Atlantis. Une fois en orbite, l'équipage d'Atlantis extrait de la soute de la navette l'ensemble constitué par la sonde spatiale et le double étage à propergol solide Inertial Upper Stage (IUS). L'ensemble pèse 17,5 tonnes, dont 14,76 tonnes pour l'IUS et le solde pour l'adaptateur et la sonde spatiale. Après que la navette spatiale s'écarte de 80 km, les deux étages de l'IUS sont mis à feu successivement durant 149 et 105 secondes pour permettre à Galileo de se diriger vers la planète Vénus. La sonde spatiale, dont la vitesse héliocentrique est abaissée de 3,1 km/s par l'IUS, est mise en rotation à raison de 2,8 tours par seconde. Quarante minutes après la mise à feu, l'IUS est largué. Une journée plus tard, Galileo, qui s'éloigne de la Terre à une vitesse relative de 4,03 km/s, a déjà parcouru 480 000 km. Le transit vers Jupiter dure six ans car la sonde spatiale effectue auparavant trois fois le tour du Soleil pour recevoir l'assistance gravitationnelle de la Terre à deux reprises et celle de la planète Vénus. Ces trois survols lui permettent d'acquérir suffisamment de vitesse pour atteindre Jupiter.

#### Survol de la planète Vénus
Avant d'atteindre Vénus, deux petites manœuvres de correction de trajectoire, TCM-1 et TCM-2, sont effectuées les 9 novembre (2 m/s) et 22 décembre 1989. Une troisième correction prévue est annulée car l'orbite est suffisamment précise. Galileo survole Vénus le 10 février 1990 en passant à 16 000 kilomètres du centre de la planète. Les instruments de l'orbiteur sont testés à cette occasion. Mais l'antenne directionnelle de la sonde n'a pas été conçue pour se trouver aussi près du Soleil et, durant cette portion du trajet, elle reste repliée ; un petit pare-soleil est fixé à son sommet, maintenu pointé vers le Soleil. Cette contrainte sur l'orientation limite à la fois le volume de données qui peut être collecté (en particulier le nombre de photos) et les angles de pointage des instruments de télédétection. Néanmoins, de nombreuses données scientifiques de qualité sont collectées durant ce survol. Un des objectifs de ces investigations était la détection d'éclairs, mais aucun n'est observé,.

#### Survols de la Terre
Pour revenir vers la Terre, la sonde spatiale doit effectuer une importante correction de trajectoire de 35 m/s (TCM-4), la plus importante de toute la mission. Celle-ci est effectuée en deux temps par de multiples mises à feu d'une part, entre les 9 et 12 avril 1990, d'autre part du 11 au 12 mai. Le 8 décembre la sonde spatiale survole l'Afrique à une altitude de 960 km et subit une accélération de sa vitesse héliocentrique de 5,2 km/s, ce qui la place sur une orbite de 0,90 × 2,27 ua (1 ua = distance Terre-Soleil), tout en augmentant légèrement son inclinaison par rapport au plan de l'écliptique, de manière à lui permettre de survoler l'astéroïde Gaspra. En effet, la sonde spatiale, sur sa nouvelle orbite, traverse la ceinture d’astéroïdes qui s'étend de 2 à 3,5 ua, et les responsables du projet ont optimisé la trajectoire pour permettre le survol d'au moins un des corps célestes situés dans cette région de l'espace,.

#### Galileo privée de son antenne grand gain

La reconstitution de l'antenne semi-déployée.

En avril 1991, l'équipe au sol décide de déployer l'antenne grand gain de 4,8 mètres de diamètre : celle-ci est jusque-là maintenue repliée derrière un pare-soleil pour éviter qu'elle ne soit endommagée par la chaleur durant la partie du trajet proche du Soleil. Le 11 avril 1991, la commande d'ouverture est envoyée mais la sonde ne renvoie pas le message confirmant le déploiement de son antenne. La situation met la mission en péril car, sans cette antenne directionnelle, l'envoi des données doit passer par l'antenne à faible gain dont le débit est de 10 à 40 bits par seconde au lieu des 134 000 bits que permet l'antenne principale. Après avoir exploré différentes pistes, l'équipe de la mission sur Terre conclut, en utilisant différents indices, que trois des dix-huit baleines qui forment l'armature de la partie déployable de l'antenne sont toujours attachées au mât central par leurs chevilles en titane placées à mi-longueur. Celles-ci verrouillent chaque baleine en position repliée mais sont censées coulisser dans leur logement lors du déploiement de l'antenne. Selon la reconstitution effectuée sur Terre les chevilles défectueuses se seraient à la fois déformées et auraient perdu en partie les couches de revêtement protecteur qui empêchent les métaux de se souder à froid dans le vide et consistant en une couche de céramique anodisée et une couche de disulfure de molybdène. La déformation des chevilles se serait produite au cours de la préparation de la sonde tandis que la perte des revêtements protecteurs résulterait des secousses survenues au cours des quatre voyages effectués par la sonde en camion. Les vibrations subies lors du lancement de la sonde depuis la navette spatiale par les étages à propergol solide auraient aggravé le problème. L'aspect de l'antenne est reconstitué : celle-ci est partiellement ouverte mais de manière asymétrique du fait des baleines restées bloquées.
L'équipe projet effectue des tests sur une copie de l'antenne et de ses composants pour reconstituer l'origine de l'anomalie et tente par le même moyen d'identifier des stratégies permettant de déployer l'antenne. Celles-ci sont mises en application entre mai 1991 et janvier 1993 :
- l'antenne est repliée avant d'être déployée ;
- durant plusieurs mois l'antenne est successivement exposée au Soleil puis placée à l'ombre pour que les chevilles se décollent sous l'effet de la succession de dilatations et de contractions suscitées par ces changements de température ;
- les deux moteurs électriques utilisés pour le déploiement sont actionnés par brefs à coups pour obtenir, par résonance, un couple de forces de 40 % plus important que la puissance d'origine ;
- la sonde est mise en rotation rapide à dix tours par minute.

Toutes ces tentatives échouent et l'équipe projet doit se résigner : l'antenne directionnelle ne peut être utilisée et toutes les données doivent passer par l'antenne à faible gain. Les recherches portent désormais sur l'optimisation du débit de cette antenne. Plusieurs solutions sont mises en œuvre. De nouveaux algorithmes de compression de données avec et sans perte sont développés pour limiter la quantité de données à transférer : ces méthodes dans certains cas permettent de diviser par 80 la quantité de données à transférer pour une image. Par ailleurs, les caractéristiques du réseau de réception à Terre sont améliorées : les trois antennes paraboliques de Canberra (une de 70 mètres de diamètre et deux de 34 mètres), l'antenne de l'observatoire de Parkes et celle de Goldstone sont modifiées de manière à pouvoir recevoir simultanément les signaux de la sonde ce qui permet un accroissement substantiel du débit. Toutes ces modifications permettent globalement à la mission de Galileo d'atteindre 70 % de ses objectifs scientifiques : 80 % des données attendues dans le cadre des études atmosphériques, 60 % des données relatives au champ magnétique, 70 % des données sur les lunes de Jupiter peuvent être récupérées.

#### Survol de l'astéroïde Gaspra (29 octobre 1991)
Galileo est le premier engin spatial à survoler un astéroïde. Plusieurs objectifs ont été fixés pour cette rencontre avec Gaspra dont la détermination de la taille, de la forme, l'étude des cratères à sa surface et de sa composition ainsi que l'analyse de l'espace environnant. Le 29 octobre 1991 la sonde spatiale survole l'astéroïde à une distance de 1 600 kilomètres et à une vitesse relative de 8 km/s. L'antenne grand gain n'étant pas déployée les données recueillies ne sont transmises que très lentement (150 photos ont été prises et une seule photo nécessite 80 heures de transmission à raison de 40 bits par seconde en mobilisant en permanence une des trois antennes de 70 mètres de la NASA fortement sollicitée par d'autres missions) ; la majeure partie des données ne sera transmise qu'à partir de novembre 1992 lorsque Galileo s'approchera à nouveau de la Terre.

#### Deuxième survol de la Terre (8 décembre 1992)
Après un second survol de la Terre le 8 décembre 1992 à une distance de 992 kilomètres, lors duquel Galileo fournit aux scientifiques des observations intéressantes au niveau de la geocorona, la sonde spatiale subit une accélération de 3,7 km/s qui lui permet enfin de se diriger vers Jupiter.

#### Survol de l'astéroïde Ida (28 août 1993)
En route vers Jupiter, Galileo traverse pour la deuxième fois la ceinture d'astéroïdes située entre Mars et la planète géante. Le 28 août 1993 la sonde spatiale passe à  2 393 kilomètres de l'astéroïde Ida. Les photos permettent de découvrir les formes très irrégulières de l'astéroïde qui mesure 54 × 24 × 21 km. La densité des cratères est plus importante que sur Gaspra ce qui suggère qu'il s'agit d'un corps céleste plus ancien. Comme pour Gaspra, les instruments indiquent que l'astéroïde dispose d'un champ magnétique, relique peut-être d'un corps-mère beaucoup plus important car différencié. En étudiant les photos transmises plusieurs mois après la rencontre, en février 1994, les scientifiques découvrent qu'une petite lune de 1,6 km de diamètre baptisée Dactyle, gravite autour de Ida. C'est la première fois qu'un tel phénomène est observé,,. En juillet 1994, la caméra de Galileo enregistre la collision de la comète Shoemaker-Levy 9 avec Jupiter.

Images prises par Galileo
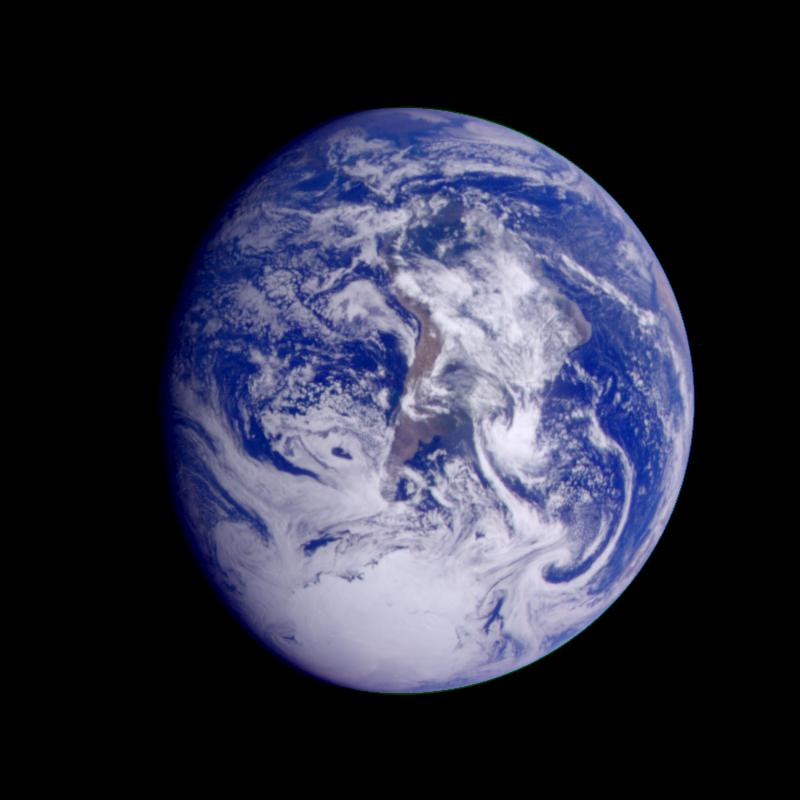
La Terre photographiée par Galileo lors de son premier survol.
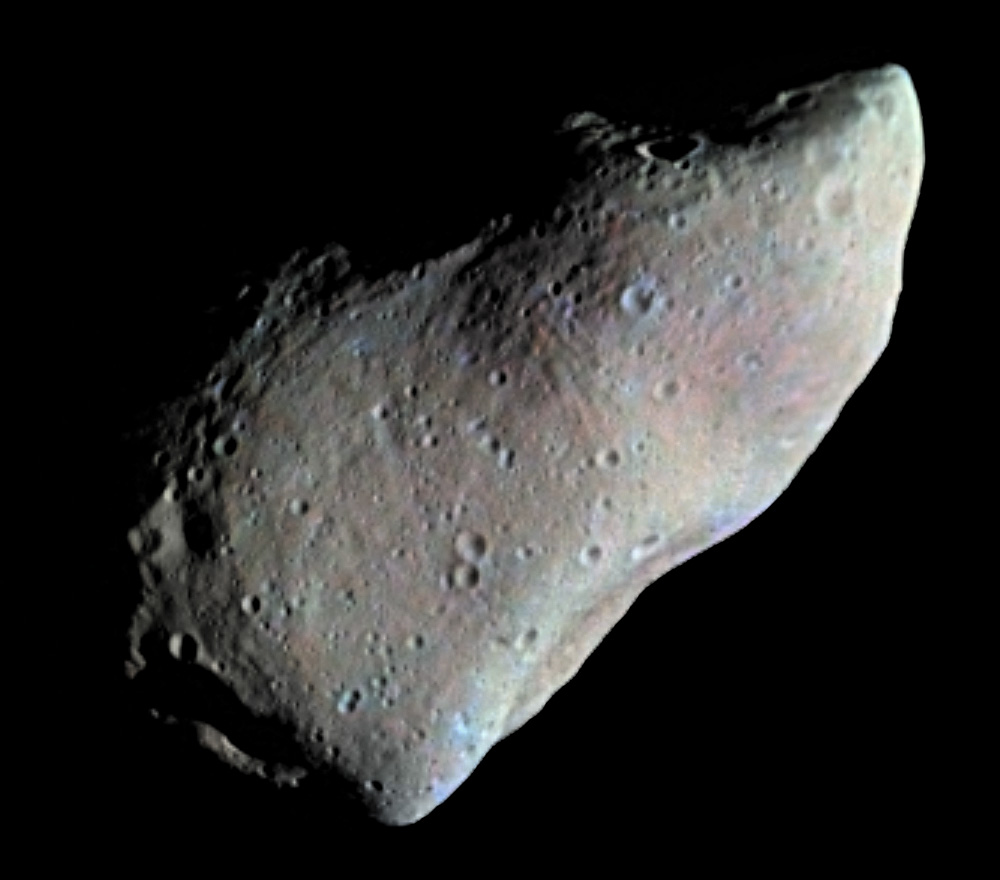
L'astéroïde Gaspra photographié par Galileo.
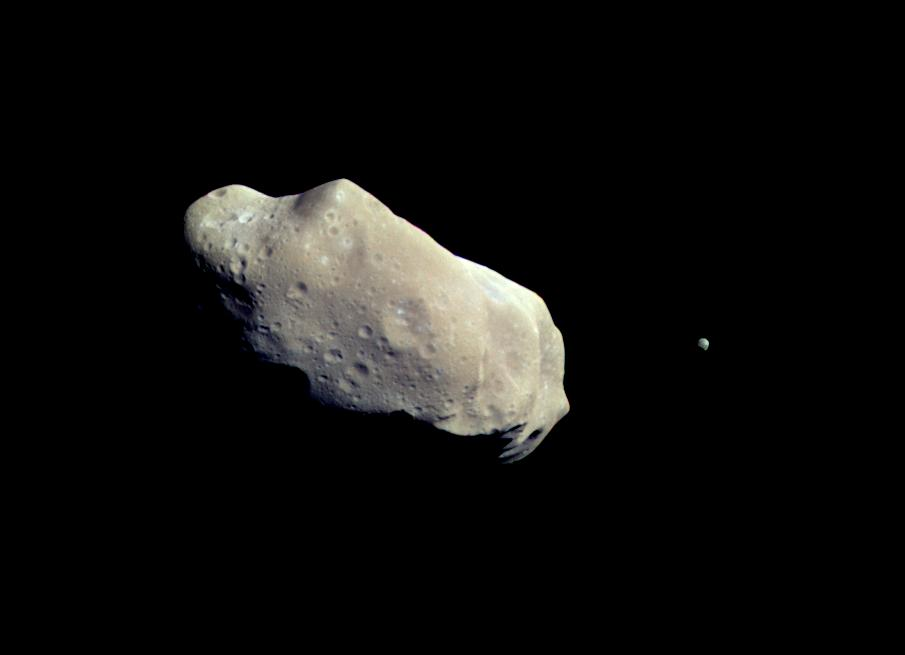
L'astéroïde Ida et son satellite Dactyl.

### Arrivée dans le système jovien

#### Largage de la sonde atmosphérique (13 juillet 1995)

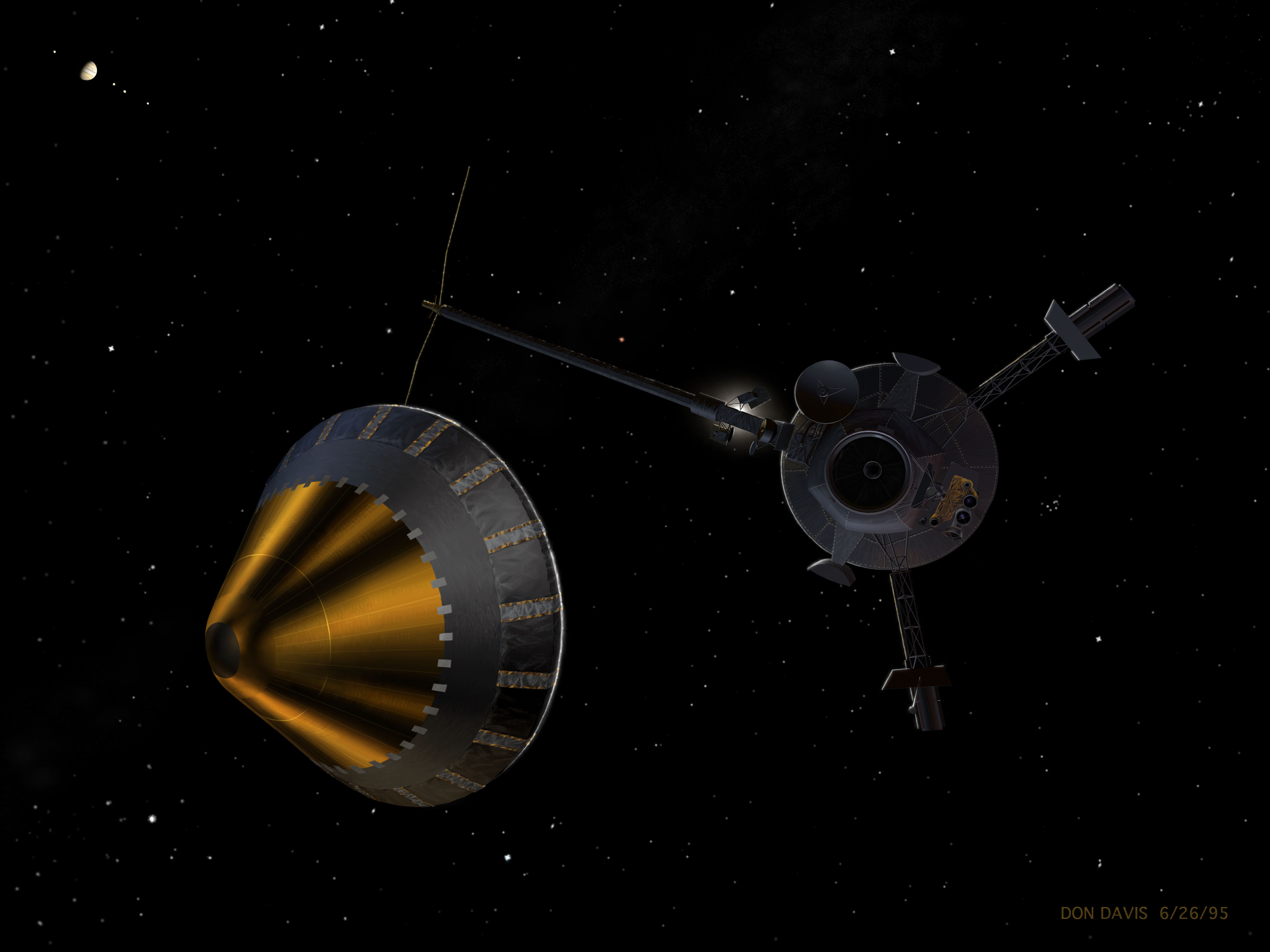
La sonde atmosphérique larguée par Galileo (vue d'artiste).

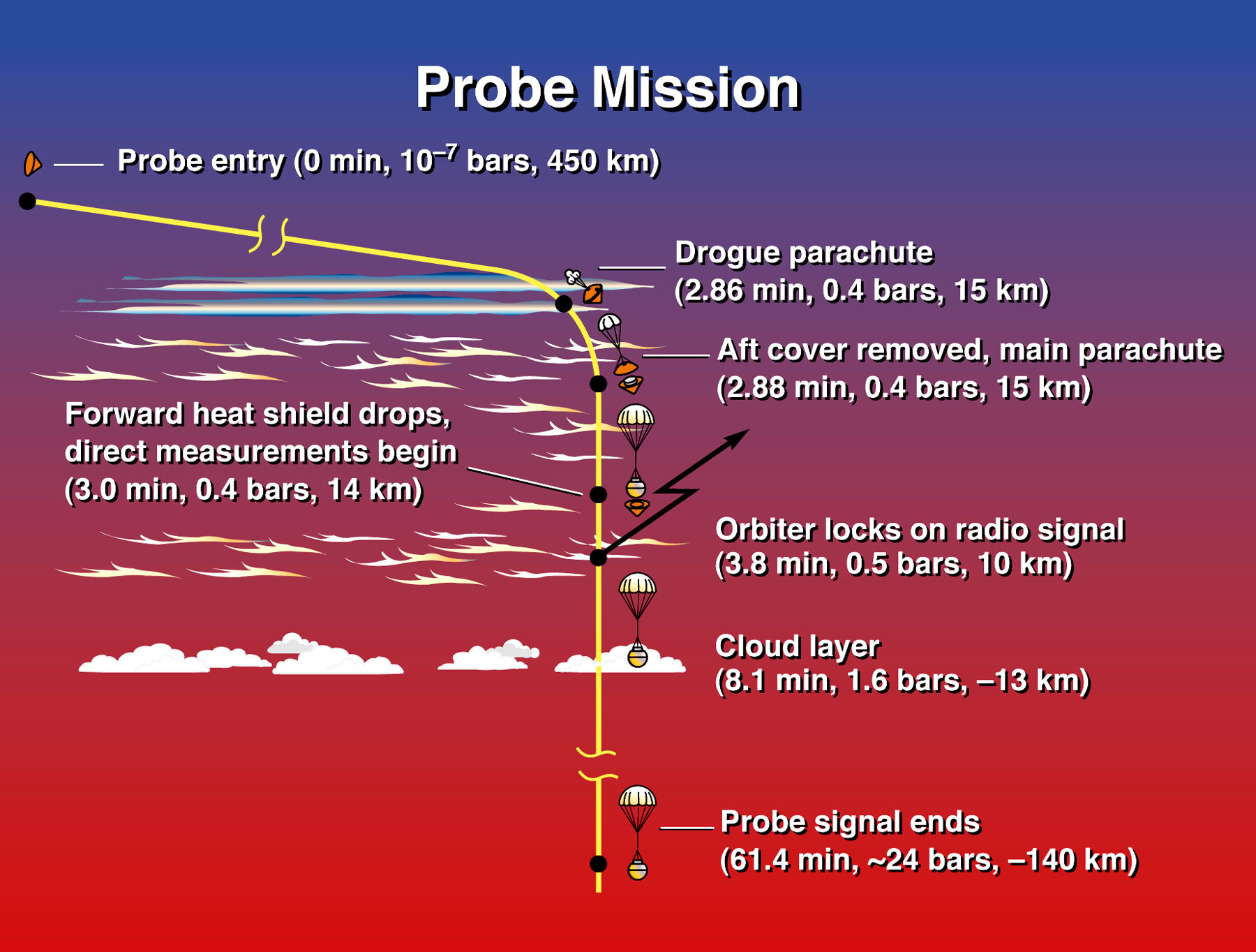
Le parcours de la sonde atmosphérique de Galileo. Par convention, l'altitude zéro correspond à la pression d'un bar.

Cinq mois avant son arrivée à proximité de Jupiter, alors que Galileo se trouve encore à plus de 80 millions de kilomètres de la planète, la procédure qui doit aboutir à l'envoi de la petite sonde atmosphérique au cœur de la planète est entamée. Une dernière correction de trajectoire est effectuée le 12 juillet 1995 pour placer la sonde spatiale dans la bonne direction, puis la vitesse de rotation de Galileo est modifiée de 3 à 10 tours par minute pour que la sonde atmosphérique à qui cette vitesse radiale est communiquée soit le plus stable possible durant son trajet. Le 13 juillet les boulons qui la retiennent sont cisaillés par de petites charges pyrotechniques. La petite sonde est alors repoussée par des ressorts puis s'éloigne du véhicule mère à une vitesse relative de 0,3 m/s. Son départ dégage la tuyère du moteur-fusée principal de Galileo. Celui-ci est mis à contribution quelques jours plus tard (27 juillet) pour l'essayer avant la mise à feu cruciale qui doit aboutir à l'insertion en orbite autour de Jupiter. Le changement de vitesse relativement important (delta-V de 61 m/s) qui consomme environ 40 kilogrammes d'ergols doit permettre d'éviter à Galileo le sort de sa sonde atmosphérique en la faisant passer à 214 000 kilomètres du centre de Jupiter.

#### Dernières manœuvres avant Jupiter - défaillance de l'enregistreur sur bande magnétique
En août 1995, Galileo traverse une tempête de poussière, la plus intense jamais observée par une sonde spatiale. Les instruments du véhicule détectent plus de 20 000 particules par jour qui sont manifestement en provenance du système jovien. Le 11 octobre, la caméra de Galileo prend des photos de la planète géante avec différents filtres qui sont emmagasinées dans le système d'enregistrement à bande magnétique de la sonde spatiale. Selon les plans initiaux de la mission, ce système doit servir uniquement de système de secours pour le stockage des données lorsque l'antenne directionnelle ne peut pas être utilisée pour transmettre les données en temps réel. Cette dernière étant désormais inutilisable, le système d'enregistrement est devenu l'unique moyen permettant de conserver les données et images collectées avant leur retransmission vers la Terre au rythme très lent imposé par l'antenne faible gain. Lorsque instruction est donnée à la sonde de lire les photographies de Jupiter prises ce jour-là, le moteur rembobinant la bande magnétique se met à tourner dans le vide et les contrôleurs doivent envoyer une commande d'arrêt après un fonctionnement continu de 15 heures. Au grand soulagement des ingénieurs, des essais réalisés le 20 octobre permettent d'écarter une rupture de la bande magnétique. Cet équipement a pourtant été utilisé par des missions précédentes sans aucun incident mais dans le cas de Galileo l'enregistreur est resté pratiquement inutilisé durant près de 6 ans. Les responsables de la mission décident, à titre de précaution, de ne plus utiliser le début de la bande magnétique, peut-être fragilisé par cet incident, ce qui fait perdre 16 % de sa capacité. Ils décident également de ne plus utiliser l'enregistreur avant la retransmission des données collectées par la sonde atmosphérique. On renonce donc aux photos de la région de l'atmosphère de Jupiter que la sonde doit traverser ainsi qu'à celles des lunes Europe et Io survolées immédiatement avant la manœuvre d'insertion en orbite autour de Jupiter. Le 16 novembre, alors qu'elle se trouve à 15 millions de kilomètres de la planète, la sonde spatiale pénètre dans la magnétosphère de Jupiter dans laquelle le champ magnétique de la planète géante devient prédominant. Elle la retraverse plusieurs fois entre cette date et le 26 novembre car la ligne de démarcation fluctue en fonction de l'intensité du vent solaire.

#### Insertion en orbite autour de Jupiter (7 décembre 1995)

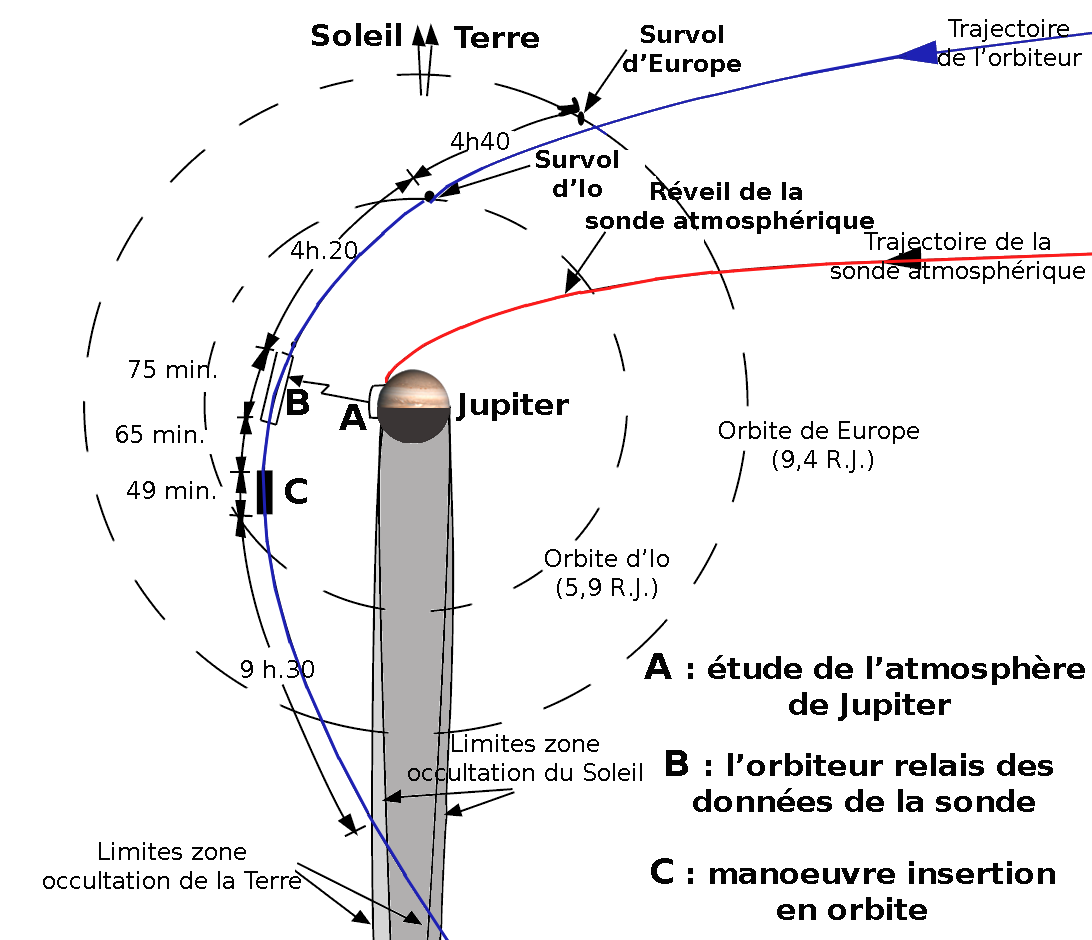
L'arrivée dans le système jovien (R.J. = rayon de Jupiter = 71492 km).

Le 7 décembre est une journée particulièrement chargée pour Galileo : la sonde spatiale doit d'abord survoler Europe et Io. Ce dernier survol doit se faire à très faible distance car il joue un rôle essentiel dans le freinage de la sonde spatiale qui aboutit à sa mise en orbite. Puis après avoir franchi une région de rayonnement intense à proximité de Jupiter et de Io, la sonde spatiale doit collecter toutes les données envoyées par la sonde atmosphérique s'enfonçant au cœur de la planète. Enfin elle doit utiliser son moteur principal pour réduire sa vitesse, consommant à cette occasion plus des trois quarts des ergols emportés afin de se placer en orbite autour de Jupiter.
Neuf heures avant que la sonde atmosphérique ne plonge dans Jupiter Galileo passe à 32 958 kilomètres de la lune Europe. Quatre heures et demie plus tard, à 17 h 46 U.T.C., c'est la région équatoriale de Io qui est survolée à seulement 898 km. L'assistance gravitationnelle fournie par cette lune permet d'économiser 95 kilogrammes d'ergols pour l'insertion en orbite. Il est prévu que la sonde reçoive à ce moment-là le tiers du rayonnement ionisant que son blindage peut encaisser sur l'ensemble de la mission (50 kilorads sur 150 krads - une dose de 10 krads est fatale pour l'homme). À 21 h 53 la sonde spatiale passe au plus près de Jupiter à 215 000 km au-dessus de la couche nuageuse et commence à enregistrer les données transmises par la sonde atmosphérique.

##### Descente de la sonde atmosphérique dans l'atmosphère de Jupiter
La sonde atmosphérique est "réveillée" six heures avant son arrivée et certains de ses instruments sont activés trois heures plus tard. À 22 h 4 UTC la sonde commence à s'enfoncer avec une incidence de 8,5° dans l'atmosphère de Jupiter  dont la limite a été fixée arbitrairement à 450 kilomètres au-dessus de l'altitude où la pression atteint 1 bar. La sonde arrive à une vitesse relative de 47,4 km/s et elle subit une décélération violente qui culmine 58 secondes plus tard à 228 g. La température de l'écoulement autour de la sonde atteint un pic de 15 000 K. 152 secondes plus tard, alors que la vitesse de la sonde a chuté à 120 m/s, un mortier déploie un premier parachute pilote puis, lorsque la vitesse est ramenée à 120 m/s, la sonde largue son bouclier thermique et déploie son parachute principal de 2,5 mètres de diamètre. Les détecteurs mesurent que la masse du bouclier thermique est passée de 152 à 82 kilogrammes en s'érodant sous l'effet de la chaleur de la rentrée atmosphérique (l'épaisseur du matériau ablatif du bouclier avant passe de 14,6 à 10 cm au centre et de 5,4 à 1 cm sur le côté). La sonde descend désormais verticalement et, après avoir déployé les miroirs de son néphélomètre, commence à transmettre les données recueillies au véhicule mère qui le survole au même moment 200 000 kilomètres plus haut. À la suite d'une erreur de câblage découverte ultérieurement, la séquence de déploiement du parachute débute 53 secondes plus tard que prévu et l'échantillonnage de l'atmosphère ne débute qu'à 25 kilomètres au-dessus de la limite des 1 bar au lieu des 50 kilomètres anticipés. Trente six minutes après le début de la transmission, la pression atteint 10 bars. L'envoi des données se poursuit jusqu'à 51 minutes puis un des deux émetteurs de la sonde se tait tandis que l'autre se met à transmettre des signaux erratiques. Finalement au bout de 61 minutes les signaux s'interrompent alors que la pression a atteint 23 bars et la température 150 °C. La sonde ne s'est enfoncée que de 150 kilomètres dans la géante gazeuse soit à peine 0,22 % de son rayon. La sonde est par la suite écrasée lorsque la pression atteint 100 bars. Les signaux émis sont parfaitement reçus et enregistrés par le véhicule mère grâce à une antenne dédiée qui est orientable pour pouvoir suivre le signal au fur et à mesure du déplacement de l'orbiteur. Des antennes basées sur Terre parviennent même à capter les signaux de la sonde atmosphérique malgré une puissance un milliard de fois plus faible et fournissent des informations précieuses sur la vitesse horizontale de la sonde atmosphérique en exploitant l'effet Doppler,,.

##### Orbite autour de Jupiter
Une heure plus tard Galileo effectue une manœuvre critique qui doit l'injecter en orbite autour de Jupiter. La sonde spatiale utilise sa propulsion principale durant 49 minutes pour réduire sa vitesse de 645 m/s : elle se place ainsi sur une orbite très allongée de 21 500 × 19 millions de kilomètres autour de Jupiter avec une inclinaison de cinq degrés. Cette orbite d'une période de sept mois est retenue parce qu'elle permet de limiter la consommation des ergols au moment de l'insertion en orbite. Cependant, elle est trop longue pour répondre aux besoins scientifiques car la phase durant laquelle la sonde peut recueillir des données n'est que de quelques jours à chaque orbite. Par ailleurs, l'inclinaison non nulle par rapport au plan orbital dans lequel circulent les lunes de Jupiter complique leur survol. Cette orbite est donc corrigée au début de la mission primaire qui va suivre avec une période de deux mois et une inclinaison quasi nulle.

### Étude du système jovien (1995-2002)
La phase scientifique de la mission Galileo débute après son insertion réussie sur une orbite autour de Jupiter. Elle a une durée initiale (mission primaire) de 23 mois. Galileo doit parcourir durant ce laps de temps onze orbites d'une durée unitaire d'environ deux mois (sauf la première orbite), qui lui permettent d'étudier les différentes parties de la magnétosphère à une distance variable de la planète géante. À chaque orbite la sonde spatiale survole un des satellites de Jupiter. Quatre survols de Ganymède, trois d'Europe et trois de Callisto sont planifiés. Aucun survol de Io n'est prévu durant cette phase car l'équipe projet redoute les effets du rayonnement dans lequel baigne Io sur le fonctionnement de la sonde spatiale. La trajectoire à l'approche des lunes est calculée de manière à satisfaire les besoins scientifiques (angle d'approche, altitude, région survolée) tout en utilisant au mieux l'assistance gravitationnelle de la lune pour modifier l'orbite suivante. La sonde spatiale consomme ainsi un minimum d'ergols pour modifier sa trajectoire. Au lancement, la quantité d'ergols allouée à la mission primaire permet une modification de vitesse cumulée de 1 500 m/s durant la mission primaire. Grâce à une consommation optimisée des ergols, la mission est prolongée à deux reprises et s'achève en 2003 après que la sonde spatiale boucle 35 orbites autour de la planète géante.

#### Mission primaire: l'Orbiter Tour (décembre 1995 - décembre 1997)
La première orbite de la mission primaire est la plus longue (7 mois). Arrivée à son point le plus éloigné de Jupiter le 14 mars 1996 (20 millions de kilomètres), la sonde spatiale utilise longuement son propulseur principal (Delta-v de 378 mètres par seconde) pour relever le périgée de son orbite de 4 à 11 rayons joviens de manière que, lors de son approche de Jupiter, Galileo circule légèrement à l'extérieur de l'orbite d'Europe et évite ainsi la région centrale, dans laquelle se trouve Io car celle-ci est soumise à un rayonnement intense. Après cette dernière grande manœuvre utilisant le propulseur principal, il ne reste plus que 90 kilogrammes d'ergols dans les réservoirs soit 10 % de la masse de départ, pour l'ensemble de la phase scientifique. La nouvelle orbite est choisie pour faire passer la sonde spatiale à proximité de Ganymède, la plus massive des lunes galiléennes, et donc la plus propice pour une modification radicale de l'orbite. En mai 1996, une évolution majeure du logiciel central de la sonde spatiale est téléchargée. Toute cette période est également consacrée à la transmission des données sur les champs et particules recueillies durant l'arrivée dans le système jovien en particulier lors du survol de Io,<.

##### Premiers survols de Ganymède

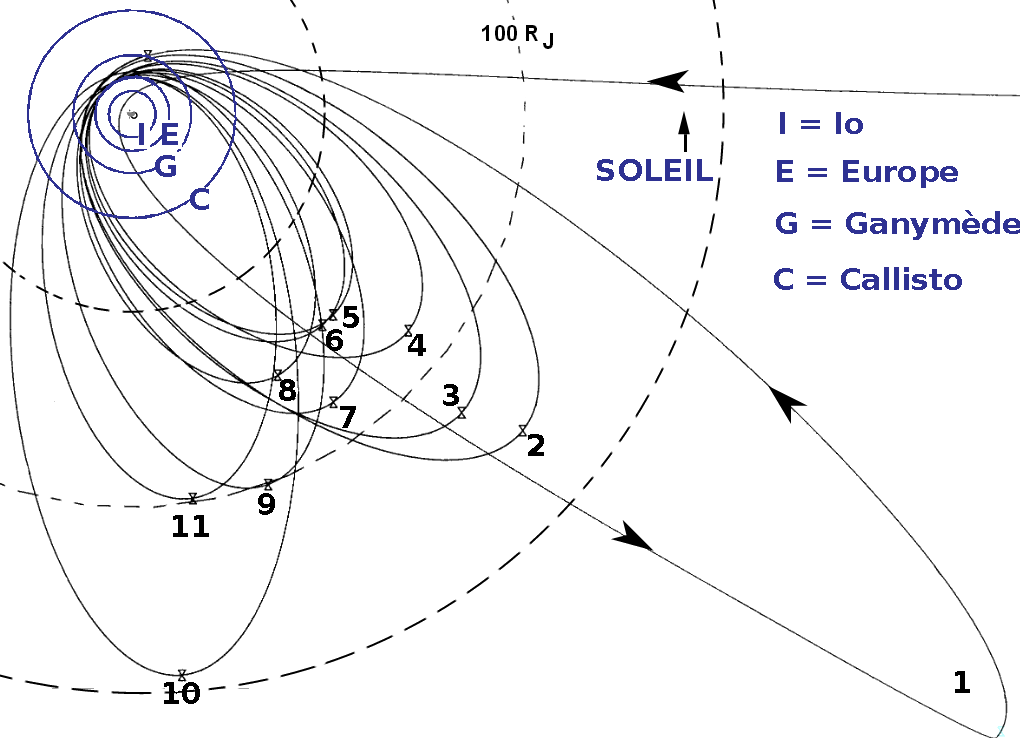
Orbites de Galileo autour de Jupiter durant la mission primaire.

Le 27 juin 1996, Galileo survole à seulement 835 km la surface de Ganymède. L'assistance gravitationnelle fournie par la lune permet de raccourcir sensiblement la période de l'orbite qui passe de 210 à 72 jours. Pour la première fois depuis le passage des sondes spatiales Voyager 17 ans plus tôt, des images détaillées du système jovien sont prises. Galileo réalise 129 photos dont certaines avec une résolution de 11 mètres. Les données recueillies montrent une surface peut-être travaillée par des forces tectoniques avec une grande abondance de glace d'eau. La principale surprise est la découverte que la lune dispose d'un champ magnétique de faible intensité qui en fait (toujours vrai en 2014) une exception parmi les lunes du Système solaire. Lors de son passage à proximité de Jupiter, la sonde spatiale effectue également des photos de la Grande Tache rouge avec une résolution de 30 mètres ainsi que différents points de l'atmosphère de Jupiter sélectionnés pour leur intérêt à partir d'images prises avec des télescopes terrestres. Ces observations permettent de confirmer la présence d'eau dans l'atmosphère de Jupiter contrairement à ce qu'a constaté les instruments de la sonde atmosphérique. Au cours des deux mois de répit qui suivent ce passage au cœur du système jovien, la sonde spatiale réalise un véritable marathon pour vider à temps (avant le prochain survol) ses mémoires et son enregistreur et transmettre l'ensemble des données recueillies ainsi que celles qui subsistent de son arrivée dans le système jovien malgré le débit très faible de son antenne à faible gain. Le 6 septembre 1996, la sonde survole pour la deuxième fois Ganymède cette fois à une altitude de 261 kilomètres. L'assistance gravitationnelle de la lune est utilisée pour ramener l'inclinaison de 4,35 à 0,54 degré tandis que la période de l'orbite est raccourcie de 72 à 60 jours.

##### Étude de Callisto et Europe
Le 4 novembre 1996, Galileo passe à 1 106 kilomètres de Callisto la plus extérieure des lunes galiléennes et la deuxième lune de Jupiter par la masse. Les observations confirment la théorie selon laquelle Callisto a un noyau important (60 % de la masse) de roches entourés d'une couche de glace. D'après les observations effectuées par les sondes Voyager la surface de Callisto est fortement cratérisée donc très ancienne. Les observations plus détaillées de Galileo détectent relativement peu de cratères de petite taille ce qui donne à penser qu'un processus les comble périodiquement. Par contre aucun champ magnétique n'est détecté. Alors que la sonde spatiale s'éloigne de Jupiter, une occultation du Soleil par la planète géante permet d'effectuer des observations de ses anneaux et d'éclairs sur sa face nocturne. L'orbite suivante (E4) amène la sonde spatiale à proximité d'Europe, qu'elle survole le 19 décembre 1996 à une distance de 996 kilomètres. Depuis le survol de cette lune par les sondes Voyager celle-ci est devenue un centre d'intérêt majeur pour les scientifiques car elle est susceptible d'abriter un océan sous la croûte de glace. Les photos prises par Galileo avec une résolution atteignant 26 mètres montrent une surface parcourue en tous sens par des plissements

#### Première extension de mission: laGalileo Europa Mission(décembre 1997 - décembre 1999)
Les objectifs de la mission primaire qui s'achève en décembre 1997 sont largement remplis. Galileo a transmis 2,4 gigabits de données dont 1 645 photos de Jupiter et de ses lunes. La sonde spatiale est encore en parfait état et il subsiste environ 60 kilogrammes d'ergols pour les corrections d'orbite et les changements d'orientation. Une extension de mission de deux ans est décidée. Toutefois, le budget alloué à cette nouvelle phase de la mission (30 millions de dollars sur deux ans) nécessite une réduction des coûts et 80 % des 200 personnes affectées à la mission doivent quitter le projet. La nouvelle mission, centrée sur l'étude de la lune Europe, est baptisée Galileo Europa Mission (GEM). Outre la campagne d'exploration de Europe, la sonde spatiale doit rechercher la présence d'eau dans l'atmosphère de Jupiter et, en fin de mission, effectuer plusieurs survols de Io et analyser le tore de plasma qui se trouve sur l'orbite de cette lune. L'étude de Io est gardée pour la fin car son environnement radiatif peut entraîner la perte de la sonde spatiale.
L'étude d'Europe qui se déroule de janvier 1997 à mai 1999 comprend huit survols consécutifs de la lune. L'ensemble de l'instrumentation est utilisé pour étudier l'atmosphère et la surface d'Europe et détecter des indices de la présence d'un océan passé ou présent sous la croûte de glace qui recouvre la lune. Les images fournies par Galileo sont comparées avec celles obtenues auparavant pour identifier les changements qui pourraient refléter une activité volcanique et donc un océan sous-glaciaire. Des images avec une résolution inférieure à 50 mètres sont obtenues. En mai 1999 débute l'analyse du tore de plasma qui entoure l'orbite de Io et qui est produit par ses volcans, ainsi que l'étude de l'atmosphère de Jupiter. Pour pouvoir traverser le tore, les ingénieurs de la NASA modifient la trajectoire de la sonde spatiale en utilisant à quatre reprises l'assistance gravitationnelle de Callisto. L'objectif est d'abaisser le périgée de manière à traverser le tore. Durant la mission primaire, l'orbite avait été soigneusement calculée de manière à éviter cette région de l'espace dans laquelle les radiations atteignent un niveau létal pour l'homme et peuvent endommager gravement l'électronique de la sonde spatiale. Mais avec la mission primaire achevée, le risque est désormais acceptable. La sonde survit finalement à ses traversées de la zone de radiation. À chaque traversée du tore, les instruments mesurent la densité en particules ionisées, cartographient les jets de soufre produits par les volcans de Io et mesurent les particules de sodium et de potassium accélérées par le champ magnétique de la planète géante. L'abaissement du périgée permet également à Galileo de passer à faible distance de la couche nuageuse de Jupiter et d'effectuer des observations détaillées des tempêtes et des vents qui agitent son atmosphère ainsi que de la circulation de l'eau. Enfin la campagne Europa s'achève par deux survols de Io (11 octobre et 31 décembre 1999). La sonde spatiale survit au rayonnement intense dans lequel baigne la planète et parvient à effectuer des analyses des émanations des volcans. Des images à haute résolution sont obtenues ainsi qu'une cartographie des éléments chimiques présents à la surface de la lune.

#### Deuxième extension de mission: laGalileo Millenium Mission(janvier 2000 - septembre 2003)
Alors que la Galileo Europa Mission, qui doit s'achever le 31 décembre 1999, touche à sa fin, la sonde spatiale Galileo est toujours en bon état. Les performances de certains de ses instruments commencent toutefois à se dégrader, car ils ont reçu une dose de radiation jusqu'à trois fois supérieure à ce que prévoyait leur cahier des charges. Les responsables de la NASA donnent leur accord pour un prolongement de mission baptisé Galileo Millenium Mission (allusion au nouveau millénaire qui débute), dont l'objectif est de répondre aux questions scientifiques soulevées par les phases précédentes de la mission. Il s'agit en particulier d'analyser les interactions entre le vent solaire et la magnétosphère de Jupiter, améliorer la compréhension des phénomènes atmosphériques de la planète géante, en particulier les tempêtes, analyser la dynamique des courants de poussière dans l'espace entourant Jupiter et observer les éclipses pour comprendre les lumières du ciel nocturne. Cette nouvelle extension doit s'achever en mars 2001, mais elle est prolongée par la suite jusqu'en septembre 2003.

### Fin de la mission
En 2003, Galileo est sur le point d'épuiser les ergols qui lui sont nécessaires pour réorienter périodiquement son antenne vers la Terre et effectuer les corrections de trajectoire permettant à la sonde de survoler ses objectifs à portée d'instruments. La NASA décide d'arrêter la mission avant d'avoir épuisé le carburant qui doit être utilisé pour les dernières manœuvres destinées à précipiter la sonde spatiale sur Jupiter. L'objectif est d'éviter toute contamination par des bactéries terrestres de la lune Europe, susceptible d'abriter la vie dans son océan. Le dernier survol de Io, qui a lieu le 17 janvier 2002, place Galileo sur une orbite d'un an avec un apogée situé à 26,4 millions de kilomètres de Jupiter qui doit permettre que sa trajectoire finale soit interceptée par la planète géante. Sur sa nouvelle orbite, la sonde survole pour la première et dernière fois la lune Amalthée. Le 21 septembre 2003 à 18 h 57 UTC. Galileo, en bouclant sa 35e orbite autour de Jupiter, se désintègre dans l'atmosphère jovienne au niveau de l'équateur à la longitude de 191,6°,.
À l'issue de la mission, les équipements et instruments scientifiques de Galileo présentent des signes normaux de fatigue, sauf le spectromètre ultraviolet (UVS), seul hors d'état de fonctionner. La sonde spatiale a subi, derrière son blindage en aluminium de 2,5 millimètres d'épaisseur, 650 kilorads alors qu'elle avait été conçue pour 150 kilorads. Ce rayonnement a provoqué des dommages aux composants électroniques du sous-système de contrôle d'attitude, à la mémoire de l'ordinateur, à l'enregistreur sur bande et à certains équipements scientifiques. Des corrections de logiciels ont à chaque fois permis de contourner la plupart des conséquences du rayonnement.

## Caractéristiques techniques
La sonde spatiale Galileo est composée d'un orbiteur et d'une sonde atmosphérique, larguée avant l'arrivée sur Jupiter et qui est chargée de pénétrer dans l'atmosphère jovienne pour analyser sa composition chimique et déterminer ses caractéristiques. L'orbiteur est haut de 6,2 mètres et a une masse de 2 223 kilogrammes dont 118 d'instrumentation scientifique et 925 d'ergols. La sonde atmosphérique a une masse de 339 kilogrammes. Elle comprend un module de rentrée chargé de protéger la sonde de l'échauffement thermique durant sa décélération dans l'atmosphère et un module de descente, encapsulé dans le module de rentrée, d'une masse de 121 kilogrammes et emportant 30 kilogrammes d'instrumentation scientifique.

### Orbiteur

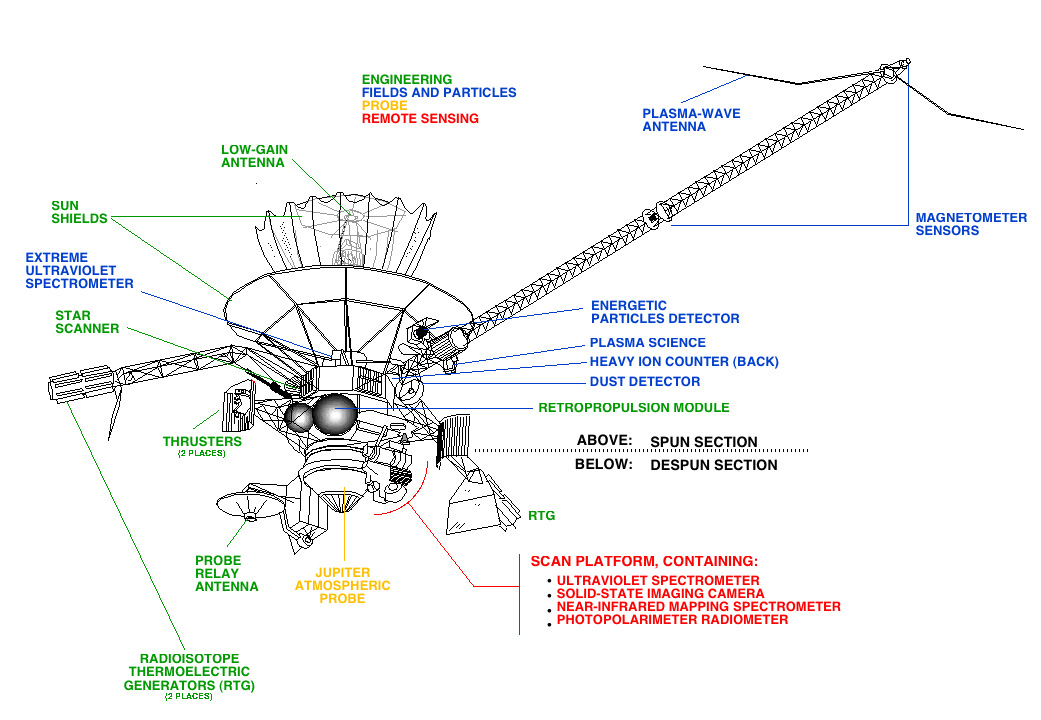
Le schéma de la sonde Galileo.

L'orbiteur comprend, de haut en bas :
- l'antenne grand gain lancée en position repliée qui surmonte un pare-soleil circulaire ;
- la plateforme qui abrite les servitudes (ordinateur de bord, distribution de l'énergie, contrôle d'attitude, etc.) ;
- à cette plateforme sont rattachés les deux mâts au bout desquels sont fixés les générateurs thermoélectriques à radioisotope (RTG) fournissant l'énergie, les instruments scientifiques mesurant les champs et particules ainsi que la longue bôme (11 mètres) portant les détecteurs du magnétomètre et les antennes utilisées pour mesurer les ondes de plasma. Pour le lancement cette bôme est stockée en position repliée formant un cylindre de 60 centimètres de long ;
- le module de propulsion qui comprend les réservoirs d'ergols, deux grappes de propulseurs de 10 newtons et le moteur-fusée de 400 newtons ;
- le module assurant la liaison entre la partie de la sonde spatiale en rotation et la plateforme fixe portant les instruments de télédétection ;
- la plateforme fixe portant les instruments de télédétection comme la caméra ;
- la sonde atmosphérique solidaire de la plateforme fixe.

#### Plateforme contre-rotative

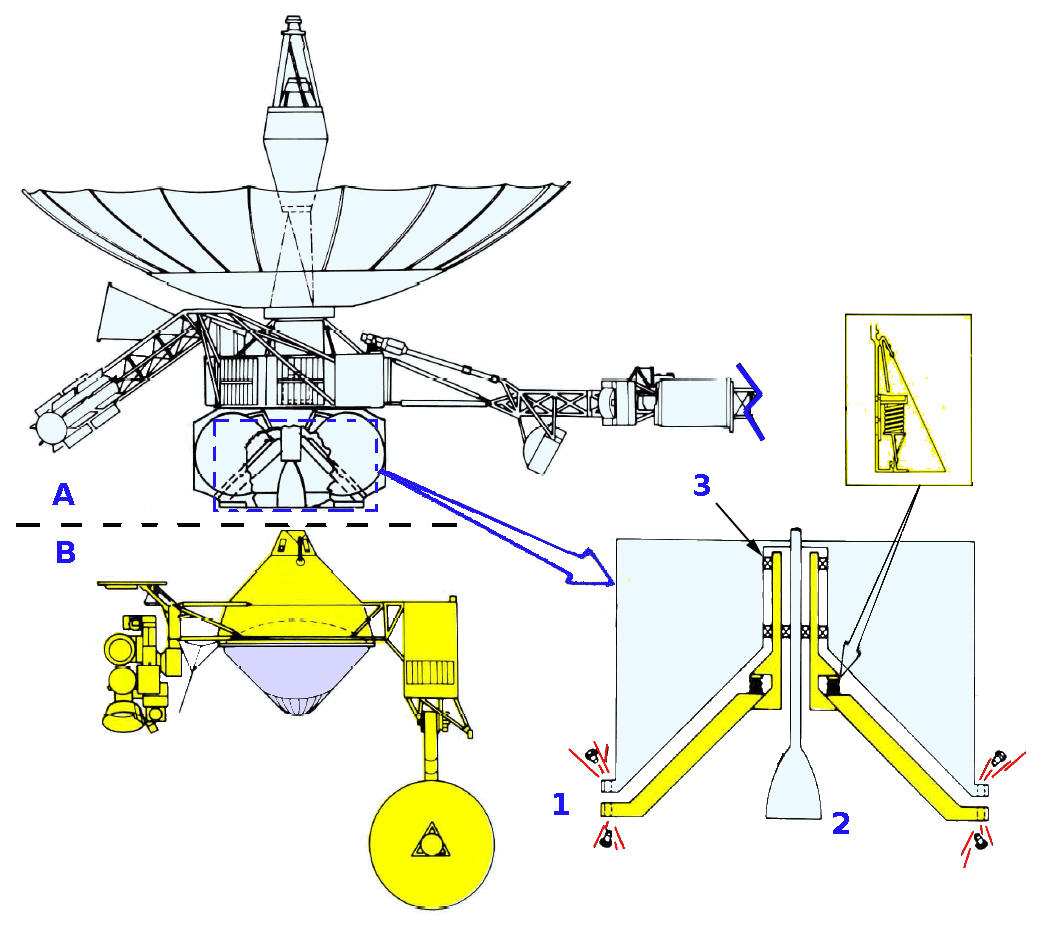
Le schéma des parties en rotation (notée A) et fixe (B en jaune) de la sonde spatiale Galileo. Des boulons détruits en orbite (1) solidarisent les deux sous-ensembles pour le lancement afin de limiter durant cette phase les charges sur les roulements à billes (3). La tuyère du moteur-fusée principal (2) est solidaire de la partie en rotation mais est située du côté fixe.

Galileo a une architecture unique parmi les sondes spatiales : c'est un satellite à plateforme contre-rotative c'est-à-dire qu'une partie est en rotation permanente (« spinnée ») à trois tours par minute (exceptionnellement 10 tours par minute lorsque la propulsion principale fonctionne) tandis que le reste de la sonde spatiale est fixe (« déspinné ») :
- la partie en rotation comprend les antennes à grand et faible gains, le bus abritant les servitudes, les RTG, le module de propulsion, les instruments scientifiques analysant les champs et particules ainsi que le mât du magnétomètre. Pour ces instruments scientifiques énumérés la rotation est idéale car elle permet d'effectuer des mesures dans tous les azimuts ;
- la partie fixe comprend les quatre instruments scientifiques qui doivent être pointés vers leur objectif dont la caméra, la sonde atmosphérique ainsi que l'antenne qui doit relayer les données transmises par cette même sonde lors de sa descente dans l'atmosphère de Jupiter.

Cette architecture s'est avérée complexe à mettre au point : à l'époque, les sondes spatiales interplanétaires sont généralement stabilisées 3 axes (fixes). L'architecture retenue pour Galileo s'inspire de certains satellites de télécommunications qui utilisent alors cette technique pour leur charge utile. Mais les contraintes de Galileo sont beaucoup plus sévères. Alors que les satellites de télécommunications ne font passer que de l'électricité à travers l'axe rotatif, la sonde spatiale doit faire transiter également des données avec un débit élevé. Par ailleurs le pointage de l'antenne grand gain doit être maintenu avec une précision de 0,1° difficile à tenir dans cette configuration alors que les satellites de télécommunications se contentent d'environ 1°. Enfin pour des raisons de centrage des masses, la tuyère du propulseur principal solidaire de la partie spinnée est engagée dans la partie non spinnée ce qui impose de faire passer des conduits amenant les ergols à travers le mécanisme réalisant le couplage des deux sous-ensembles. Les ingénieurs du projet ont eu beaucoup de mal à mettre au point cette partie de la sonde spatiale. Cette architecture ne sera jamais reprise dans les engins interplanétaires développés par la suite.
Au lancement de la sonde spatiale la partie non spinnée est solidarisée avec la partie spinnée par des boulons pour limiter la charge mécanique sur les roulements à billes faisant l'interface. Ces boulons sont détruits par une charge pyrotechnique une fois la sonde spatiale en orbite. La partie est rendue solidaire de la partie spinnée lorsque la propulsion principale est utilisée c'est-à-dire à trois reprises durant la phase de mise en orbite autour de Jupiter. Les moteurs qui assurent la (contre) rotation consomment environ 3 watts.

#### Énergie
Compte tenu de la distance entre Jupiter et le Soleil, il faudrait que Galileo emporte 65 m2 de panneaux solaires pour disposer de l'énergie suffisante pour son fonctionnement durant son séjour dans le système jovien. Comme les autres sondes lancées vers les planètes externes, l'énergie dont dispose Galileo est donc fournie par deux générateurs thermoélectriques à radioisotope (RTG). Chaque RTG est monté à l'extrémité d'un mât de 5 mètres de long et contient 7,8 kilogrammes de plutonium 238. Au lancement, les RTG produisent en tout 570 watts. La puissance restituée décroit de 0,6 watt par mois et, après la mise en orbite autour de Jupiter, la sonde ne dispose plus que de 493 watts.

#### Ordinateur de bord
Galileo utilise deux ordinateurs. Le Command and Data Subsystem (CDS) exécute les commandes stockées transmises par les contrôleurs au sol. Compte tenu du temps mis par un signal aller retour (de l'ordre de 50 minutes), la sonde spatiale doit exécuter de manière autonome toutes les tâches comme le pointage des instruments, leur déclenchement, les corrections rapides d'orientation ou les actions de sauvegarde liés à une défaillance d'un de ses équipements. Un deuxième ordinateur, l'Attitude and Articulation Control Subsystem (AACS), est chargé d'interpréter les données fournies par ses différents capteurs relatives à l'orientation de la sonde spatiale et pilote les moteurs-fusées pour modifier l'orientation, la vitesse de rotation et corriger la trajectoire ou l'orbite.
La mission de Galileo impose une exposition très importante au rayonnement produit par les ceintures de radiation qui entourent Jupiter. Ce phénomène dégrade les circuits électroniques et génère des erreurs pouvant paralyser le cerveau de la sonde spatiale. Il n'est pas possible de la protéger complètement mais on peut en limiter l'incidence en choisissant une architecture redondante reposant sur des circuits électroniques durcis. Les ingénieurs du projet ont retenu pour le système de contrôle et de commande CDS une architecture reposant sur sept microprocesseurs RCA 1802 pouvant fonctionner en parallèle pour compenser en partie une fréquence particulièrement faible (1,6 mégahertz). Initialement trois fonctionnent en parallèle, trois forment un système redondant et le septième sert de secours. Mais la découverte de la défaillance de l'antenne grand gain entraîne des traitements beaucoup plus lourds pour l'ordinateur chargé désormais de filtrer et comprimer les données. Le système est reconfiguré en vol de manière que les sept microprocesseurs fonctionnent en parallèle. Par ailleurs 11 microprocesseurs RCA 1802 sont utilisés par l'électronique des instruments scientifiques.
Le deuxième ordinateur, l'AACS, chargé du contrôle de l'orientation est un système 16 bits reposant sur quatre microprocesseurs AMD Am2900 (en) 4 bits. Pour disposer d'une redondance deux ordinateurs de ce type sont embarqués.

#### Stockage des données
Les données recueillies par les instruments scientifiques si elles ne sont pas transmises en temps réel vers la Terre sont stockées sur un système d'enregistrement à bande magnétique à quatre pistes. La bande magnétique de 560 mètres de long pour une largeur de 6 millimètres a une capacité de 109 mégaoctets qui permet de stocker 178 photos. Les données peuvent être enregistrées à la vitesse de 787 kilobits par seconde et restituées à différentes vitesses. L'enregistreur magnétique qui ne devait constituer qu'un système de secours devient un système vital pour la mission lorsque la défaillance de l'antenne grand gain est découverte. Désormais pratiquement toutes les données devront être stockées avant d'être retransmises vers la Terre.

#### Contrôle d'attitude
Galileo est en rotation sur elle-même avec une vitesse de 3,15 tours par minute qui est portée brièvement à 10,5 tours par minute pour améliorer la stabilité directionnelle lors de l'utilisation de la propulsion principale. Cette rotation rapide est également utilisée pour la communiquer à la sonde atmosphérique avant que celle-ci ne soit larguée.

#### Propulsion
La propulsion de la sonde est assurée par un ensemble baptisé Retro Propulsion Module (RPM). Celui-ci comprend un moteur-fusée à ergols liquides de 400 newtons de poussée utilisé pour les manœuvres exigeant des changements de vitesse importants. Jusqu'à l'arrivée à proximité de Jupiter, ce moteur est inutilisable car la tuyère est masquée par la sonde atmosphérique qui est larguée le 13 juillet 1995. Les corrections de trajectoire et d'orbite, les changements d'orientation et de vitesse de rotation (Galileo est spinnée) sont prises en charge par 12 petits moteurs-fusées d'une poussée de 10 newtons montés par grappe de 6 sur deux poutres de deux mètres de long. Tous les moteurs utilisent la même combinaison d'ergols hypergoliques méthylhydrazine/peroxyde d'azote. Les 925 kilogrammes de ces ergols pouvant fournir un Delta-v d'environ 1 500 m/s sont stockés dans deux réservoirs et propulsés par de l'hélium (12,5 bars)  stocké sous haute pression dont la sonde emporte 7 kilogrammes. L'ensemble de la propulsion est développée par les sociétés allemandes Messerschmitt-Bölkow-Blohm (MBB) et Daimler Benz Aero Space AG(DASA).

#### Équipements scientifiques
L'orbiteur comprend onze instruments scientifiques représentant une masse totale de 118 kilogrammes. Les instruments qui mesurent les champs et les particules dans l'espace environnant sont solidaires du corps de la sonde et sont donc entraînés dans son mouvement de rotation. Les instruments dont la ligne de visée doit rester fixe (caméra…) sont installés sur une plateforme dont le mouvement rotatif compense la rotation de la sonde spatiale sur elle-même.
| Instrument | Description                               | Objectifs | Performances                                                                                           | Masse | Consommation électrique | Réalisé par                     |
| ---------- | ----------------------------------------- | --- | --- | ----- | ----------------------- | ------------------------------- |
| SSI        | Caméra en lumière visible                 | Cartographie des satellites galiléens avec une résolution d'un km Étude de la circulation atmosphérique de Jupiter                                                                     | Focale : 1 500 mm, f/8.5 CCD : 800 x 800 pixels Champ optique : 0,47° 8 filtres                        | 28 kg | 15 W                    |                                 |
| NIMS       | Spectromètre imageur en proche infrarouge | Composition de la surface des lunes de Jupiter Température et composition de l'atmosphère de Jupiter                                                                                   | Longueurs d'onde : 700-5200 nm Résolution spectrale : 30 nm Champ optique : 0,5 mradians               | 18 kg | 12 W                    | JPL                             |
| UVS        | Spectromètre ultraviolet                  | Mesure des gaz et des aérosols dans l'atmosphère de Jupiter | Longueurs d'onde : 115-430 nm                                                                          | 4 kg  | 4,5 W                   | université du Colorado          |
| EUV        | Spectromètre ultraviolet lointain         | Étude des émissions d'ions de soufre et oxygène par le tore de Io, Étude des atomes et molécules d'hydrogène des aurores de Jupiter Étude de la luminescence du ciel diurne de Jupiter | Longueurs d'onde : 54-128 nm                                                                           | 13 kg | cf UVS                  | cf UVS                          |
| PPR        | Photopolarimètre                          | Distribution et caractéristiques des particules atmosphériques Comparaison des flux thermiques émis par Jupiter avec celui reçu du Soleil                                              | Longueurs d'onde : bandes distinctes en lumière invisible et proche infrarouge Radiomètre > 42 microns | 4 kg  |                         |                                 |
| MAG        | Magnétomètre                              | Mesure de l'intensité et des variations du champ magnétique | 32 - 16384 γ                                                                                           | 7 kg  | 6 W                     | UCLA                            |
| EPD        | Détecteur de particules énergétiques      | Mesure des électrons, protons et ions lourds à haute énergie à l'intérieur et à la périphérie de la magnétosphère de Jupiter Étude des processus affectant ces particules              | Ions : 0,02–55 MeV Électrons : 0,015–11 MeV                                                            | 10 kg | 6 W                     | université Johns-Hopkins        |
| PLS        | Détecteur de plasma                       | Composition, énergie et distribution tridimensionnelle des électrons et ions faiblement énergétiques                                                                                   | 1 ev à 50 keV dans 64 bandes                                                                           | 13 kg | 11 W                    | université de l'Iowa            |
| PWS        | Détecteur d'ondes de plasma               | Détecte les ondes électromagnétiques et analyse les interactions entre ondes et particules                                                                                             | E : 5 à 5,6 MHz B : 5 à 160 MHz Bande large : 1/10/80 kHz                                              | 7 kg  | 10 W                    | Université de l'Iowa            |
| DDS        | Détecteur de particules de poussière      | Mesure de la masse, de la vitesse et de la charge électrique des particules de poussière                                                                                               | Masse entre 10−16 et 10−6 g Vitesse comprise entre 2 et 50 km/s jusqu'à 100 impacts par seconde        | 4 kg  | 1,8 W                   | Institut Max-Planck (Allemagne) |
| HIC        | Détecteur de particules énergétiques      | Mesure des électrons, protons et ions lourds à haute énergie à l'intérieur et à la périphérie de la magnétosphère de Jupiter Étude des processus affectant ces particules              | Ions allant du carbone au nickel Énergie : 6 à 200+ MeV / noyau                                        | 8 kg  |                         |                                 |
| RS         | Radio science                             | Détermination de la structure de l'atmosphère et du rayon des objets célestes Détermination de la masse de Jupiter et de ses lunes                                                     | Signaux en bande X et bande S                                                                          | -     |                         | JPL / université Stanford       |

Les instruments installés sur la plateforme en contrerotation sont :
- la caméra fonctionnant en lumière visible SSI (Solid State Imager) utilisée pour la première fois[N 6] sur un véhicule spatial un dispositif à transfert de charges (CCD) (800 x 800 pixels) qui remplace avantageusement les tubes Vidicon beaucoup plus gourmands en énergie et fournissant des images parfois déformées ou en partie surexposées. Le senseur est placé au bout d'un télescope de type Cassegrain de 17,6 cm de diamètre et 150 cm de longueur focale ;
- le spectromètre imageur en proche infrarouge NIMS (Near-Infrared Mapping Spectrometer ) ;
- le photopolarimètre PPR (Photopolarimeter-Radiometer) ;
- les spectromètres ultraviolet et ultraviolet lointain UVS/EUV (Ultraviolet Spectrometer, Extreme Ultraviolet Spectrometer).

Les instruments solidaires du corps de la sonde spatiale sont :
- le détecteur de particules énergétiques EPD (Energetic Particles Detector) ;
- le magnétomètre MAG (magnetometer) ;
- deux détecteurs de plasma PLS (Plasma Subsystem) et PWS (Plasma Wave Subsystem)
- le détecteur de poussières DDS (Dust Detector Subsystem) chargé de collecter et d'analyser les poussières durant le trajet Terre-Jupiter et dans le système jovien est un instrument. Il est basé sur un instrument ayant volé à bord du satellite HEOS 2 de l'Agence spatiale européenne. Contrairement aux anneaux de Saturne qui sont composés de blocs dont la taille s'échelonne entre des blocs de la taille d'une maison et celle d'une poussière, les anneaux très ténus de Jupiter découverts par hasard par Voyager 1 sont composés uniquement de poussière. L'instrument DDS doit mesurer les mouvements des courants de poussière dans le système jovien ainsi que leur charge électrique. Cette dernière est peut-être à l'origine des formes qu'on peut distinguer dans les anneaux[51],[52] ;
- le détecteur d'ions lourds HIC (Heavy Ion Counter) ;
- une expérience de radio-science.

Certains des instruments de Galileo
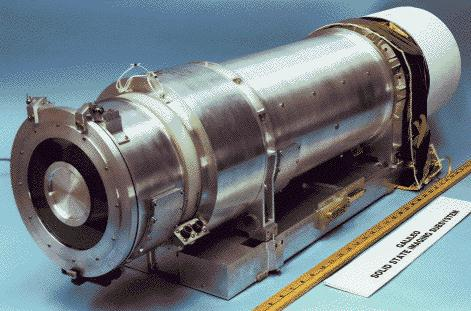
La caméra SSI.
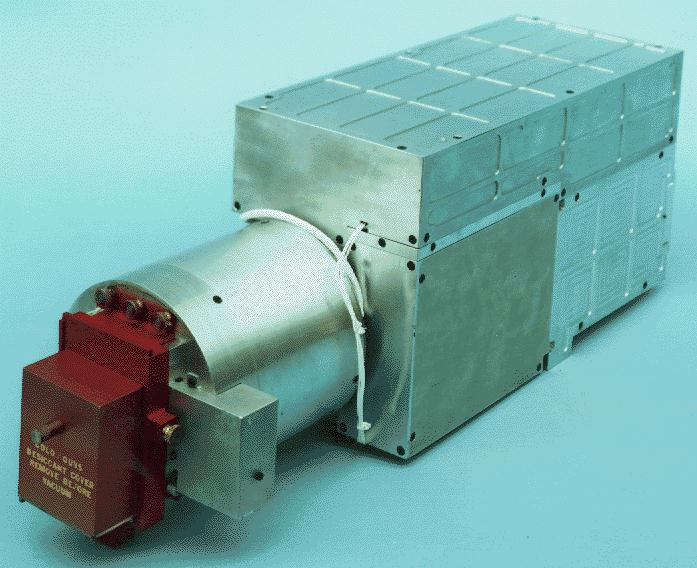
Le spectromètre ultraviolet UVS/EUV.
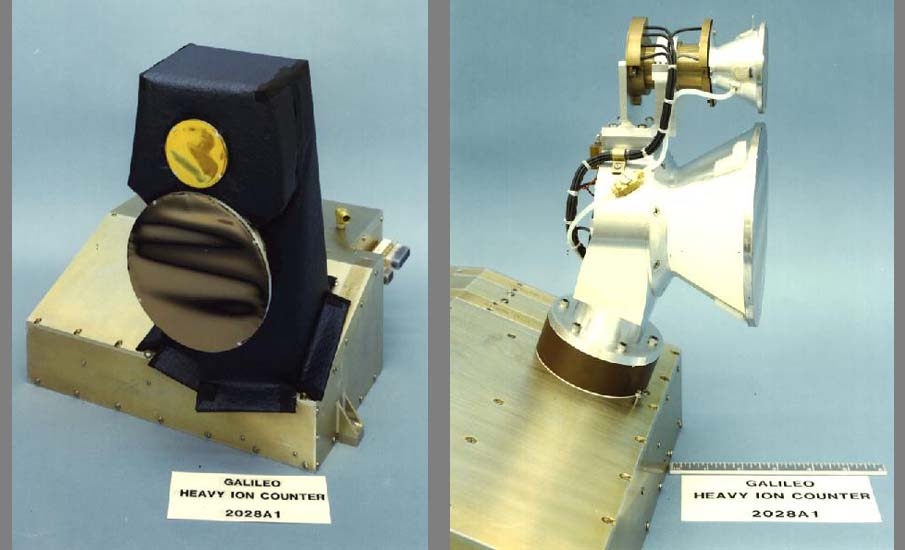
Les détecteurs d'ions lourds.
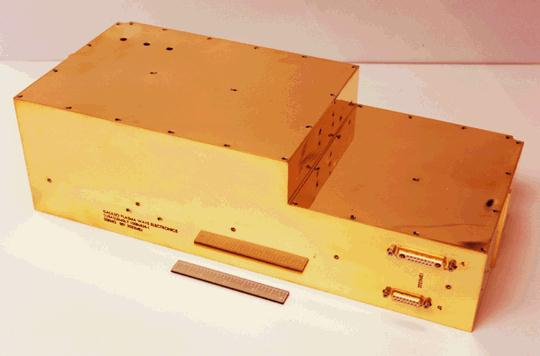
L'instrument PWS de mesure des ondes de plasma.

### Sonde atmosphérique

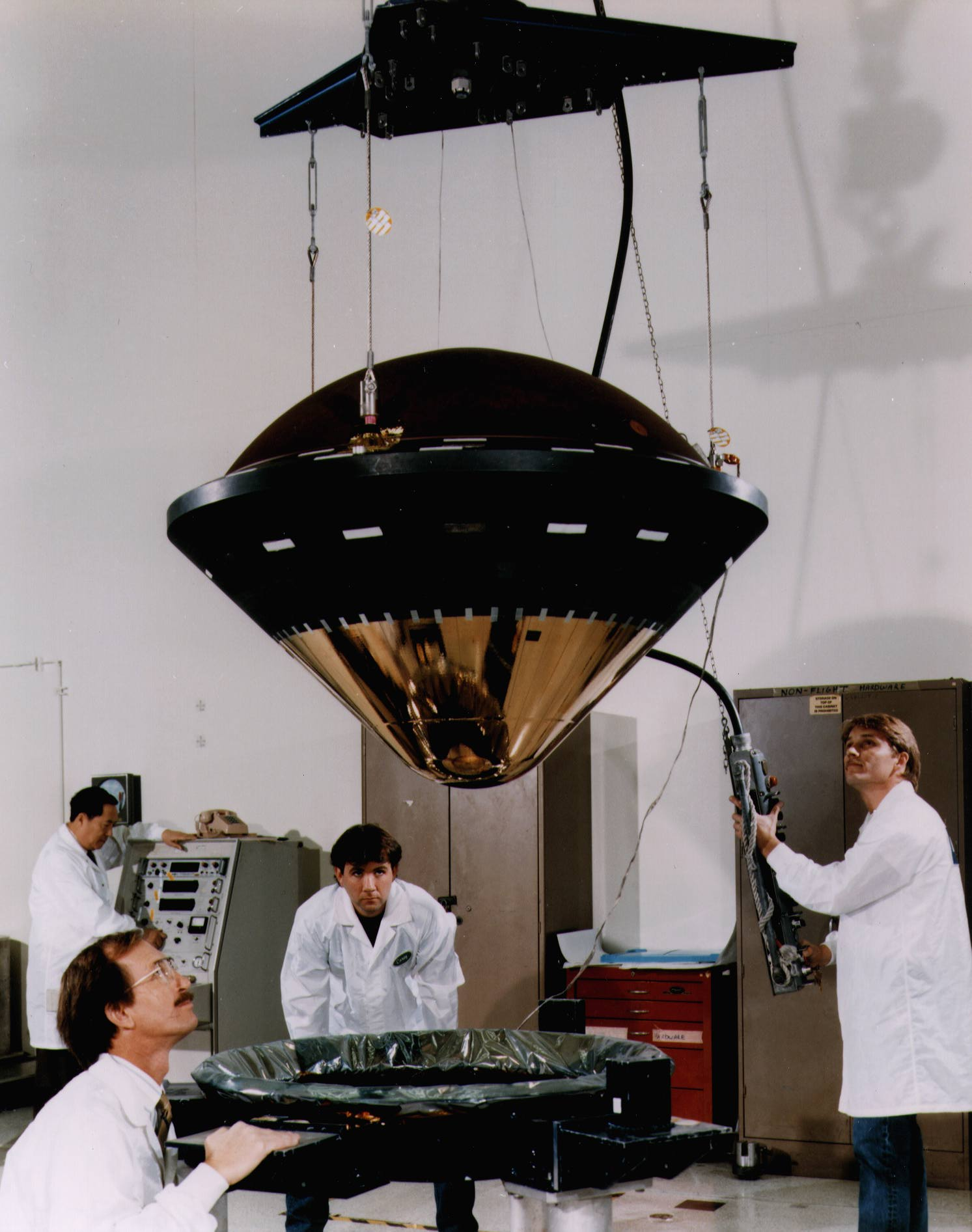
Le module de rentrée de la sonde atmosphérique.

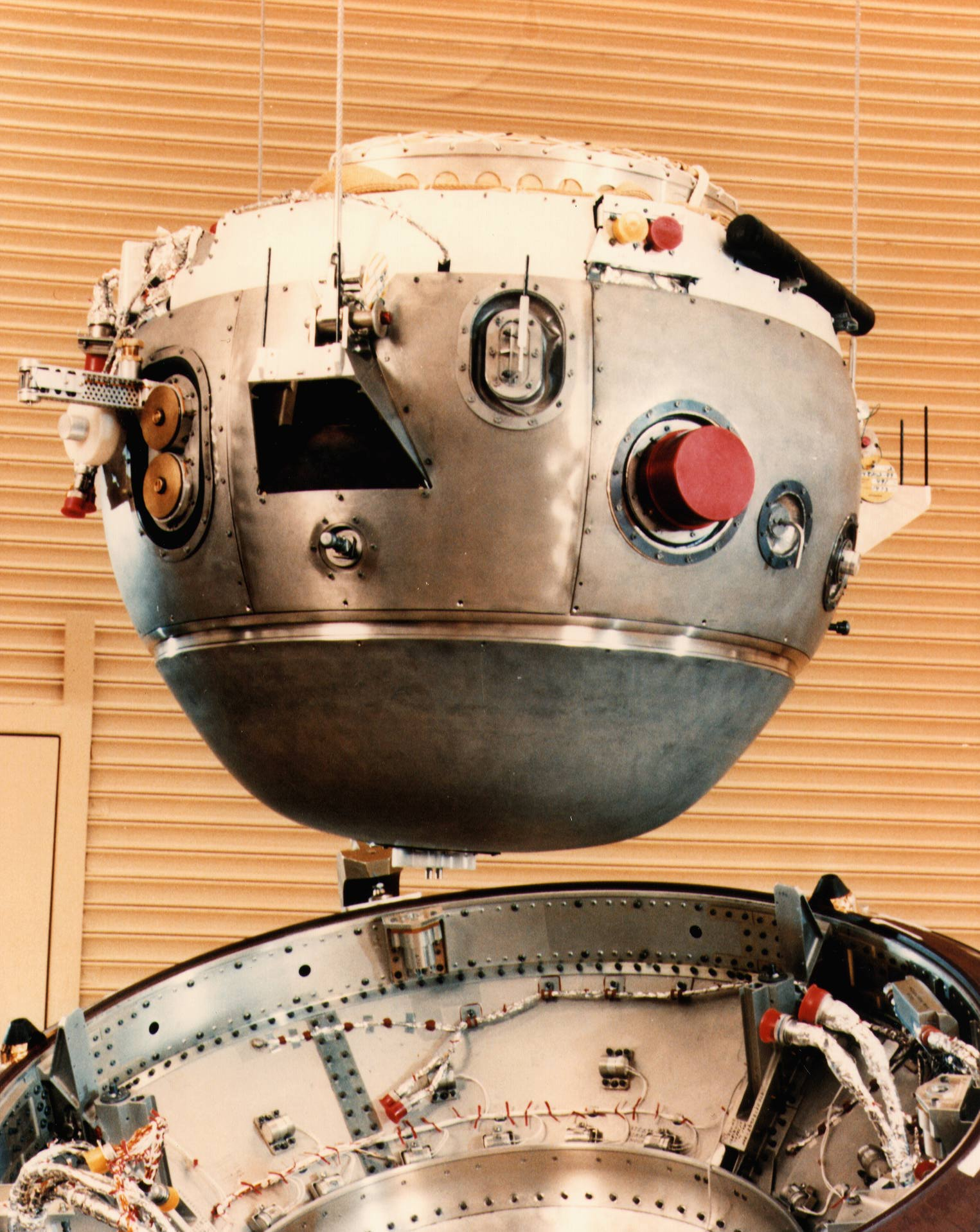
Le module de descente de la sonde atmosphérique.

L'architecture de la sonde atmosphérique de Galileo dérive étroitement de celle des sondes atmosphériques de  Pioneer Venus. Bien que les couches hautes de l'atmosphère de Jupiter soient moins denses que celles de la planète Vénus, la sonde jovienne doit faire face à un pic de chaleur aussi important du fait de sa vitesse d'arrivée à 48 km/s soit quatre fois plus que dans le cas de Vénus. Par contre le pic de décélération est moins important avec 250 g contre 458 g pour Pioneer Venus. La sonde atmosphérique Galileo comporte un module de rentrée, chargé de protéger le cœur de l'engin durant la décélération, qui encapsule le module de descente contenant la charge utile (instruments scientifiques) et les équipements de service (télécoms, ordinateur de bord). La sonde atmosphérique a une masse de 339 kilogrammes dont 213 pour le module de rentrée et 126 pour le module de descente. Les diamètres des deux parties sont respectivement de 126 et 66 centimètres.

#### Module de rentrée
Le module de rentrée est constitué de deux boucliers thermiques emboîtés l'un dans l'autre. Le bouclier avant en forme de cône arrondi formant un demi-angle de 45 degrés, qui subit la plus forte agression thermique, est recouvert d'un isolant thermique ablatif constitué de carbone phénolique d'une épaisseur allant de 14,6 au centre à 5,4 centimètres à la périphérie. Le bouclier arrière est une structure de forme sphérique en résine. Le module de rentrée perd plus de 80 kilogrammes de la masse de son bouclier thermique durant la rentrée atmosphérique. Au bout d'environ deux minutes de décélération durant laquelle la sonde subit environ 250 g, la vitesse est tombée à environ 0,5 kilomètre par seconde, un parachute de 2,4 mètres en dacron chargé de ralentir les deux demi-coques du module de rentrée sont larguées pour permettre aux capteurs des différents instruments d'avoir accès à l'atmosphère de Jupiter. Le bouclier arrière du module de descente comprend un parachute pilote déployé une fois que la sonde a fortement ralenti. Des systèmes de chauffage à radio-isotope sont utilisés pour permettre à la sonde de survivre durant le long transit depuis la Terre.

#### Module de descente
Le module de descente une fois le module de rentrée largué traverse l'atmosphère de Jupiter en étant suspendu au bout d'un parachute. Contrairement aux sondes atmosphériques vénusiennes, celui-ci n'est pas largué après la décélération du fait d'une plus faible densité de la couche de l'atmosphère traversée. De même, le module de descente n'est pas hermétique car les conditions de pression et de température sont moins contraignantes (du moins durant la phase où la sonde est censée fonctionner) et pour limiter la masse de l'ensemble. Chaque sous-système et instrument est enveloppé dans un emballage scellé qui protège l'électronique des gaz de Jupiter. L'énergie est fournie par trois accumulateurs de 13 éléments lithium-dioxyde de soufre dotés d'une capacité suffisante pour alimenter la sonde jusqu'à la fin de sa mission. La technique utilisée est nouvelle et sera généralisée par la suite pour les autres sondes comme le Mars Explorer Rover ou Huygens. Les accumulateurs sont chargés au lancement et n'ont plus besoin d'être rechargés par la suite. L'accumulateur principal qui comporte trois sous-ensembles de 13 cellules fournit 22 ampères-heure. La sonde dispose d'un véritable petit ordinateur embarqué en deux exemplaires pour assurer la redondance. L'équipement radio qui transmet en bande S les données scientifiques à l'orbiteur est également redondant pour prévenir une panne. Il est également utilisé pour mesurer la vitesse du vent et l'absorption atmosphérique.
La sonde atmosphérique emporte six instruments scientifiques dont les détecteurs utilisent cinq ouvertures pratiquées et quatre fenêtres dans la coque du module de descente. Un des instruments déploie un détecteur à l'extérieur de la coque :
- un spectromètre de masse neutre chargé d'analyser la composition chimique et isotopique à différentes profondeurs de l'atmosphère de Jupiter ;
- une station de mesure atmosphérique chargée de mesurer la température, la pression, la densité et le poids moléculaire moyen à différentes altitudes ;
- un néphélomètre qui détermine la taille, la forme et la densité des gouttelettes dans les nuages en utilisant un laser infrarouge ;
- un radiomètre chargé d'établir le bilan radiatif à différentes altitudes ;
- un détecteur d'émissions radio et d'éclairs ;
- un détecteur de particules énergétiques.

| Instrument | Description                                       | Objectifs                                                                                        | Performances                                         | Masse | Consommation électrique | Réalisé par                                                            |
| ---------- | ------------------------------------------------- | ------------------------------------------------------------------------------------------------ | ---------------------------------------------------- | ----- | ----------------------- | ---------------------------------------------------------------------- |
| ASI        | Station de mesure atmosphérique                   | Mesure la pression, la température, la densité et le poids moléculaire en fonction de l'altitude | Température entre 0 et 540 K Pression de 0 à 28 bars | 4 kg  | 6,3 W                   | Centre de recherche Ames (NASA) Université d'État de San José          |
| NMS        | Spectromètre de masse neutre                      | Mesure de la composition chimique de l'atmosphère                                                | Molécules et atomes de 1 à 150 masses atomiques      | 11 kg | 29 W                    | Centre de vol spatial Goddard                                          |
| HAD        | Détecteur d'hélium                                | Mesure de l'abondance relative de l'hélium                                                       | Précision : 1 %                                      | 1 kg  | 1,1 W                   | Université de Bonn Université de Rostock (Allemagne)                   |
| NEP        | Néphélomètre                                      | Détecte les nuages et les changements de phase des particules (solide ⇔ liquide)                 | Particules de 0,2 à 20 µm jusqu'à 3 cm3              | 5 kg  | 14 W                    | Centre de recherche Ames (NASA) Université d'État de San José          |
| NFR        | Radiomètre                                        | Mesure localement l'énergie d'origine solaire et thermique en fonction de l'altitude.            | 6 filtres infrarouge entre 0,3 et 100 microns        | 3 kg  | 7 W                     | Université du Wisconsin                                                |
| LRD/EPI    | Détecteur de particules énergétiques et d'éclairs | Mesure les particules énergétiques dans la magnétosphère interne ainsi que l'existence d'éclairs | Détecteurs de type fisheye 1–100 kHz                 | 2 kg  | 2,3 W                   | Université de Floride, République fédérale allemande Laboratoires Bell |

## Résultats scientifiques

### Atmosphère de Jupiter

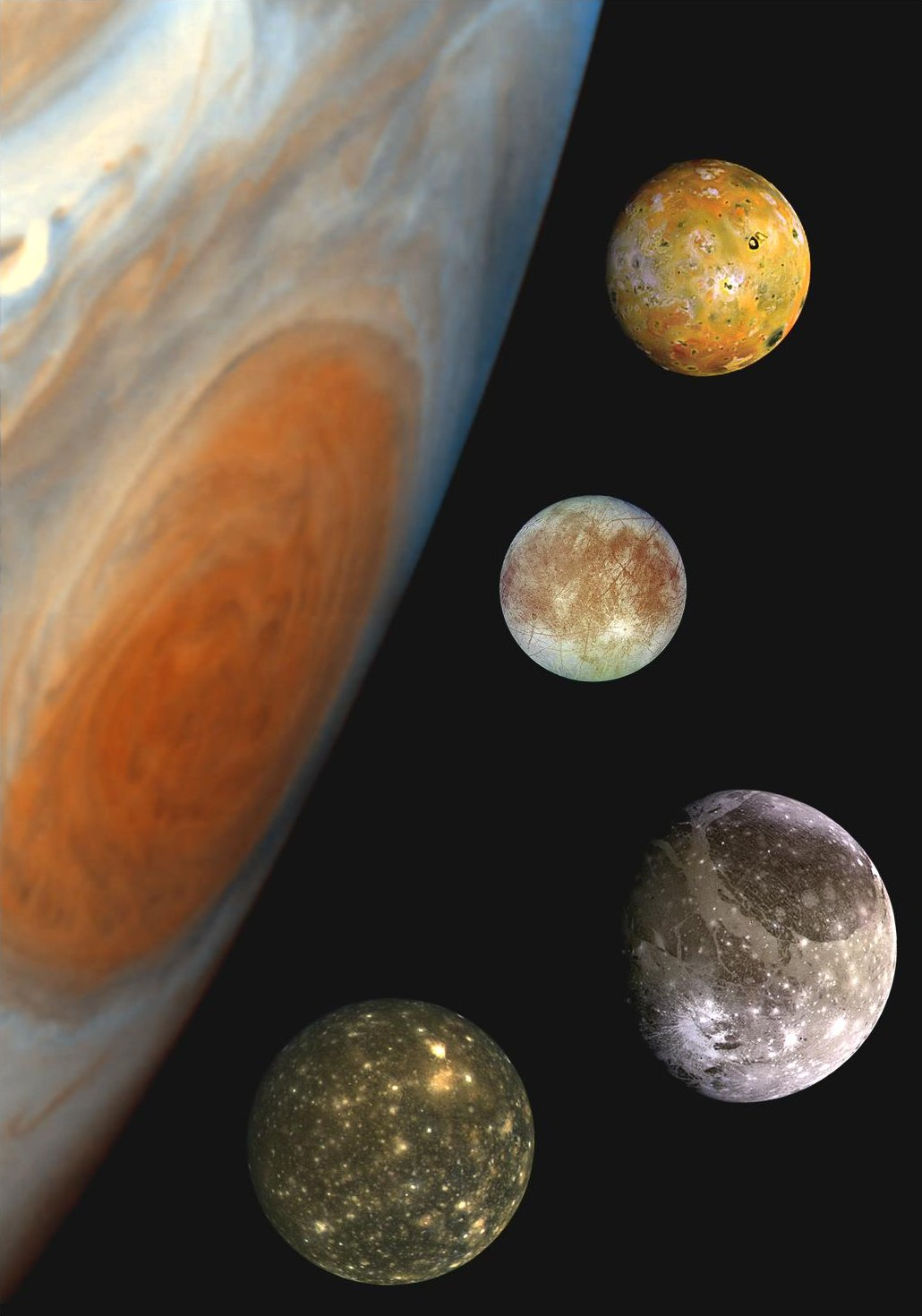
Photomontage de Jupiter et ses lunes photographiées par Galileo.

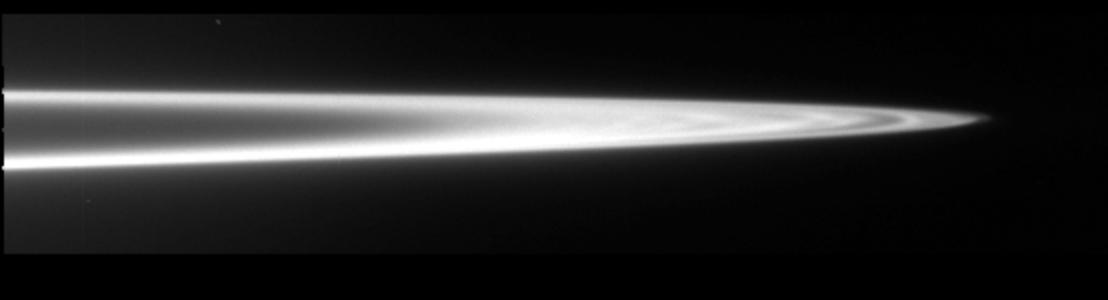
Anneau principal de Jupiter.

En s'enfonçant dans l'atmosphère de Jupiter, les instruments de la sonde atmosphérique de Galileo ont permis d'effectuer pour la première fois une analyse in situ de celle-ci et plusieurs résultats importants, donc certains remettant en cause des modèles établis ou des observations précédentes, ont été obtenus :
- le résultat le plus inattendu est la proportion d'eau anormalement faible trouvée dans l'atmosphère de Jupiter en contradiction avec ce que les théories sur la formation de Jupiter et du système solaire prévoyaient. Les analyses des Voyager indiquaient des niveaux d'oxygène (issus de l'eau) deux fois plus importants que dans le Soleil alors que les mesures effectuées par la sonde atmosphérique (mesure indirecte à travers le profil température/pression, absence de nuages d'eau, mesure directe de la composition de l'atmosphère) indiquent une proportion au mieux égale sinon inférieure à celle du Soleil. Ces résultats remettaient en cause la théorie selon laquelle les collisions entre les comètes et astéroïdes et les planètes avaient joué un rôle essentiel dans la présence d'eau à la surface de celles-ci. La théorie qui prévaut désormais est que la sonde atmosphérique est descendue dans une région de l'atmosphère pauvre en eau qui représenterait environ 15 % de la surface des régions équatoriales de Jupiter[55] ;
- à partir de leurs modèles de l'atmosphère de Jupiter, les scientifiques s'attendaient à ce que la sonde atmosphérique traverse successivement trois couches nuageuses bien marquées : des nuages constitués de glace d'ammoniac à l'altitude où la pression atteint 0,5 à 0,6 bar, de la glace d'hydrosulfure d'ammonium à 1,5–2 bars et des nuages de vapeur d'eau dont la base devait se situer à 4–5 bars. Les instruments de la sonde (NFR et néphélométre) ne détectent que des structures nuageuses très ténues et en particulier aucune donnée ne permet d'affirmer avec certitude la présence de nuages à base de vapeur d'eau[56] ;
- des mesures précédentes effectuées par les sondes Voyager indiquaient une proportion d'hélium (masse) de 18 %. La sonde atmosphérique contredit ces résultats en trouvant une proportion de 24 % : cette proportion est relativement proche de celle du Soleil (25 %) et donc de la composition originelle de la planète géante. Ceci indique que le processus aboutissant à la séparation de l'hélium de l'hydrogène dans les couches atmosphériques supérieures (l'hélium se mélange à l'hydrogène métallique des couches inférieures) n'est pas encore à l’œuvre sans doute parce que la température du noyau de Jupiter est encore trop élevée[57] ;
- l'abondance des gaz nobles — en particulier de l'argon, du krypton et du xénon— est beaucoup plus importante que prévu par les modèles. Plusieurs théories tentent d'expliquer cette anomalie : processus impliquant des températures de −240 °C (plus froid que la surface de Pluton, impliquant que Jupiter se soit formée dans la ceinture de Kuiper) ; nébuleuse originelle beaucoup plus froide que ce que la théorie prévoit ; transport de ces gaz nobles par des solides qui seraient formés avant que la nébuleuse ne s'effondre sur elle-même pour créer le système solaire, c'est-à-dire à une époque où elle était beaucoup plus froide[58] ;
- le spectromètre de masse a mesuré un ratio carbone/hydrogène trois fois plus important que celui du Soleil. Du carbone a donc été ajouté après la création de Jupiter. Deux théories tentent d'expliquer ce phénomène : le carbone a été expulsé du noyau au moment de la formation de la planète lorsque la pression au cœur de Jupiter s'est mise à croître. La deuxième théorie attribue l'apport de carbone aux planétésimaux formés tardivement qui sont venus percuter la planète[59] ;
- la vitesse des vents mesurée par la sonde atteignent 720 km/h au lieu des 360–540 km/h attendus d'après les modélisations et contrairement à ce qui est prévu cette vitesse ne décroit pas lorsque la sonde s'enfonce dans l'atmosphère. Différents processus pourraient être à l'origine de cet écart : échauffement par le Soleil ou par une source interne, condensation de la vapeur d'eau[60].
- l'instrument LRD a détecté près de 100 000 éclairs. Ceux-ci sont beaucoup plus puissants en moyenne cent fois mais également cent fois plus rares[61] ;
- l'instrument ASI a permis d'établir le profil (pression, température) de l'atmosphère de Jupiter depuis une altitude de 1 029 kilomètres au-dessus de la limite à 1 bar jusqu'à 133 kilomètres au-dessous de cette limite. La température des couches supérieures s'est avérée plus élevée que prévu. Deux régions à température constante ont été identifiées : entre 290  et   90 kilomètres (−113 °C) et entre plus bas à la limite de la tropopause sur 25 kilomètres d'épaisseur (−161 °C)[62].

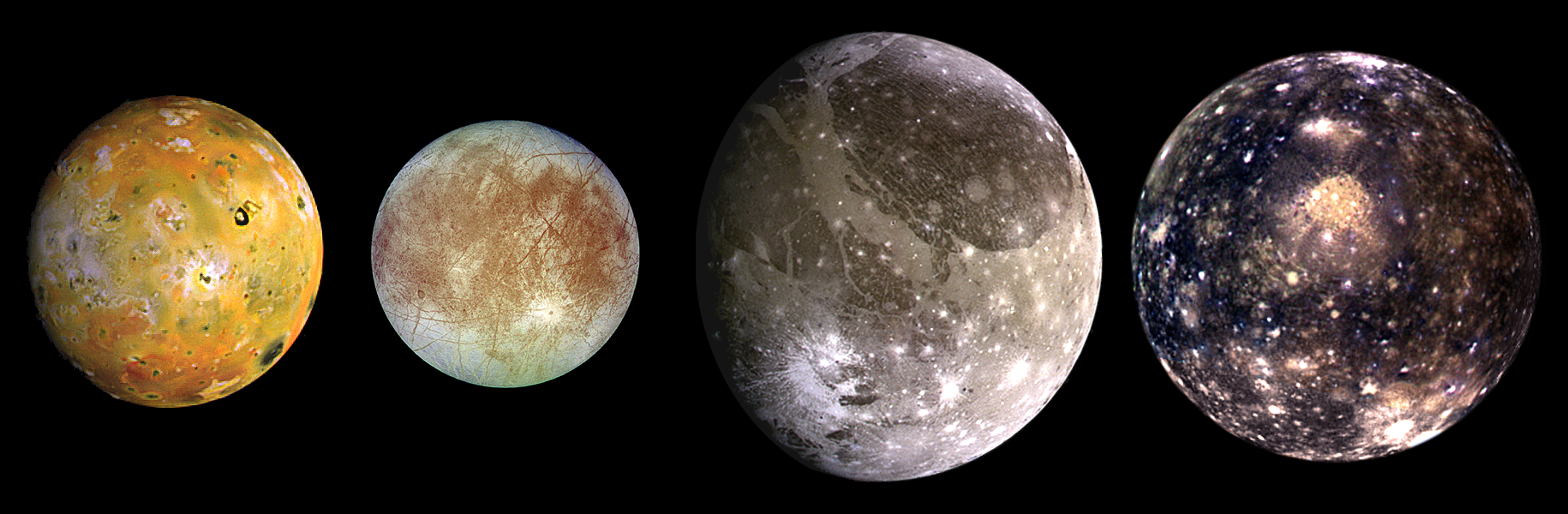
Les quatre lunes galiléennes photographiées par Galileo : de gauche à droite : Io, Europe, Ganymède et Callisto.

### Lunes galiléennes

#### Europe

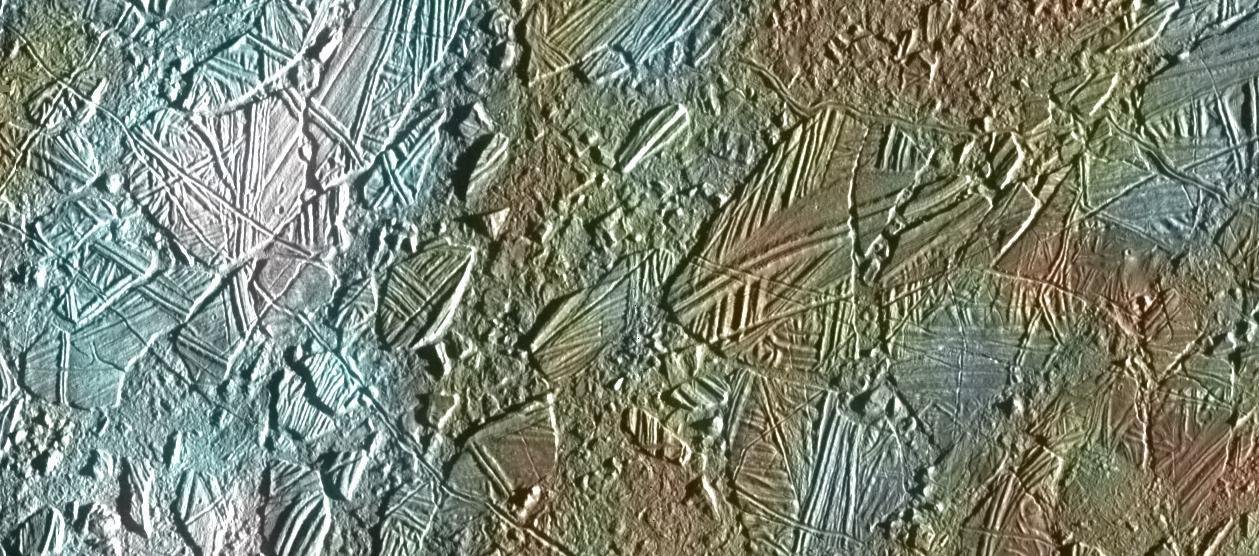
Région du Conemara sur Europe : un violent impact a recouvert cette région de glace pulvérisée (partie blanche). Les eaux de l'océan souterrain chargées en sel ont jailli à la suite de l'impact en colorant en rouge/marron la partie gauche de la région photographiée.

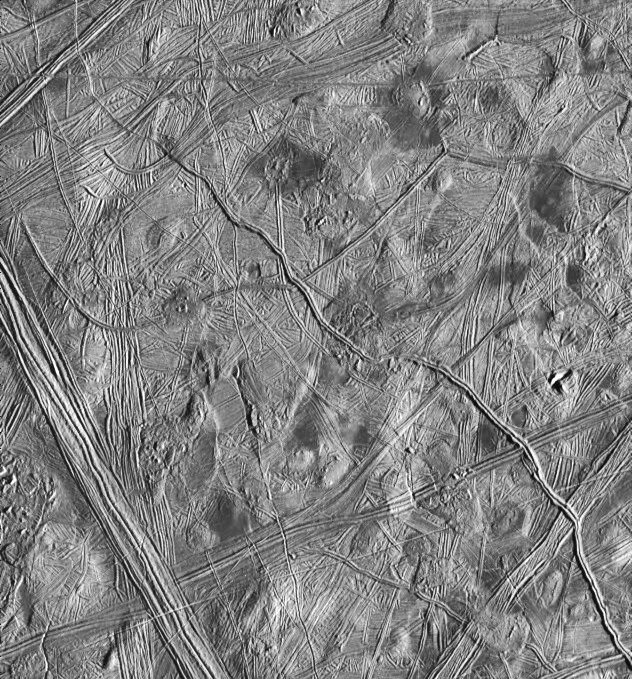
Réseau d'arêtes (linae) reflétant une forme de tectonique à l’œuvre sur Europe.

Galileo a effectué neuf survols à faible distance du satellite de Jupiter Europe. Deux de ces survols ont fourni peu de données à la suite d'une bascule de la sonde spatiale en "mode survie" au moment critique. Le dernier survol s'est fait dans un contexte de budget réduit qui n'a permis que des observations limitées. Les principales découvertes effectuées sont les suivantes :
- contrairement à Ganymède et Callisto Europe comporte peu de cratères à sa surface ce qui indique qu'un processus géologique les a fait disparaître. D'après des estimations effectuées à partir des observations d'autres lunes de Jupiter, il se produit en moyenne un impact créant un cratère de vingt kilomètres de diamètre chaque million d'années. Or les observations effectuées par la sonde spatiale n'ont permis de découvrir qu'une dizaine de cratères de cette dimension. La surface d'Europe aurait donc, selon la majorité des scientifiques, moins de dix millions d'années d'existence ce qui est plus jeune que tout ce qui peut être observé sur une autre planète à l'exception de la Terre. Les images prises par Galileo confirment cette théorie : elles montrent des blocs de croutes ressemblant à des icebergs flottant sur un océan invisible. Ces blocs sont inclinés ou semblent avoir pivoté sur place comme si la pression les avait libérés puis fait tourner. La surface est également marquée par de longues arêtes et fractures (linae) entourées de bandes de roches et de glaces de couleur sombre. Le processus à l'œuvre résulte sans doute des forces de marée générées par Jupiter et les autres lunes qui soulèvent la surface de plusieurs dizaines de mètres chaque jour en brisant la croûte de glace et provoquant des éruptions volcaniques de glace et des geysers qui dispersent à la surface des matériaux issus des couches profondes[63] ;
- de nombreuses données convergent pour indiquer la présence d'un océan sous la couche de glace recouvrant Europe. La jeunesse de la surface, la présence dans certaines régions de blocs de glace à l’apparence d'icebergs qui résultent manifestement du démantèlement d'une surface autrefois continue dont les différents blocs se seraient ensuite écartés les uns des autres. Tout ceci ne peut s'expliquer que si la couche de glace de surface est lubrifiée par en dessous soit par de la glace chaude soit par de l'eau à l'état liquide. L'instrument infrarouge NIMS a trouvé des concentrations de sels (sulfates et carbonates) dans les régions les plus jeunes. De tels dépôts pourraient être expliqués par la présence d'un océan salé situé sous la croute de glace. Si les eaux de cet océan sont carbonées, suffisamment de pression peut être générée pour expulser les débris observés à la surface d'Europe. Par ailleurs une expérience en laboratoire reconstituant les conditions régnant sur Europe a permis de vérifier que le spectre électromagnétique des sels est conforme à cette théorie. L'argument le plus fort en faveur de la présence d'un océan souterrain concerne les caractéristiques du champ magnétique de la planète. Le magnétomètre de la sonde spatiale a détecté un champ magnétique local qui semble induit par celui de Jupiter et non créé par la lune. Ce champ serait créé par des courants électriques circulant dans l'océan souterrain salé et donc conducteur. La mesure du champ de gravité indique la présence de couches superficielles de faible densité constituées d'eau à l'état liquide ou sous forme de glace. La présence d'eau liquide dans une région aussi froide résulterait de l'énergie thermique générée par les forces de marée s'exerçant sur la Lune. La théorie d'un océan souterrain a donné naissance à de nombreuses spéculations sur la présence d'organismes vivants sur Europe[64]. Les observations de Galileo sur le champ magnétique de Jupiter ont montré qu'il exerce sur les ions présents dans l'océan d'Europe une influence assez importante pour provoquer un courant océanique[65]. Celui-ci aurait une vitesse de quelques centimètres par seconde et un sens contraire à celui de la rotation d'Europe[65]. Ce phénomène pourrait être responsable des failles observées à la surface du satellite[65].

#### Ganymède
Galileo a survolé à six reprises, à basse altitude (entre 260 et 3 100 kilomètres) le satellite de Jupiter Ganymède en recueillant à chaque fois de nombreuses données. Les principaux résultats obtenus sont :
- les données sur le champ magnétique entourant Jupiter permettent de supposer que Ganymède, le plus gros satellite de Jupiter, possède un champ magnétique créé par une dynamo interne similaire à celle de la Terre, c'est-à-dire un noyau métallique. Selon sa nature (fer pur ou sulfure de fer) celui pourrait se trouver à 400 ou 1 300 kilomètres de la surface et représenter entre 1,4 % et un tiers de la masse de la Lune. C'est la première fois qu'on découvre un champ magnétique sur un satellite naturel[66] ;
- la surface de Ganymède est constituée par deux types de terrain. Le sol est à quarante pour cent de couleur sombre et couvert de cratères ; ces terrains remonteraient à la formation de la lune. Le reste de la surface est composé de sols de couleur claire et aux formes plus douces baptisées sulcus qui se seraient formés plus récemment à la suite de l'émergence d'eaux souterraines. Des arêtes culminant parfois jusqu'à 700 mètres et longues de plusieurs milliers de kilomètres sillonnent ce type de terrain. Ces terrains plus jeunes pourraient avoir été formés à une époque où l'orbite de la lune était plus elliptique entraînant des variations des forces de marée susceptibles de fracturer la couche de glace et de générer des éruptions des eaux souterraines. Les cratères de Ganymède d'un diamètre compris entre 50 et 400 kilomètres sont presque plats ce qui pourrait s'expliquer par le fait que la glace dans laquelle ils sont creusés constitue un matériau plus tendre que la roche dans lesquels se sont formés par exemple les cratères lunaires[67] ;
- en plus du champ magnétique qui lui est propre, Ganymède a un champ magnétique induit par celui de Jupiter. Celui-ci serait, selon un des responsables scientifiques de la mission, généré par des matériaux plus conducteurs que la glace. La présence d'un océan salé ayant la profondeur des océans terrestres et situé 200 kilomètres sous la couche de glace de la surface pourrait être à l'origine de ce champ magnétique[68].

#### Callisto
Galileo a survolé à neuf reprises le satellite de Jupiter Callisto. Les principales données collectées sont les suivantes:
- les données collectées indiquent que la lune est constituée d'un mélange de roches riches en fer et sulfate de fer (60 %) et de glace (40 %) et que contrairement à Ganymède elle ne comporte pas de noyau central identifiable en tant que tel. En effet, située à plus grande distance de Jupiter que les autres lunes galiléennes, Callisto n'a pas subi avec autant d'intensité l'échauffement découlant des forces de marée de la planète géante. Le processus de différenciation, qui devrait aboutir à une structure en couches de densité croissant avec la profondeur et un noyau métallique est inachevé ;
- des indices d'un champ magnétique peut-être induit par un océan salé souterrain ont été également détectés.

#### Io

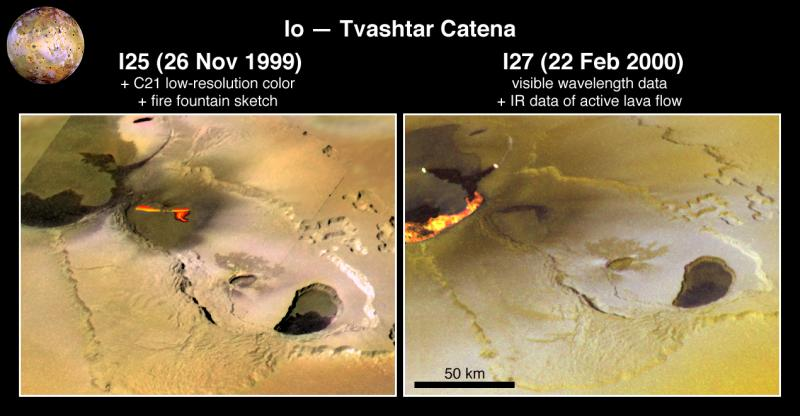
Les coulées de lave de Tvashtar Catena sur la lune Io photographiées en 1999 (à gauche) et en 2000.

Galileo a survolé à sept reprises le satellite de Jupiter Io mais les premier et dernier survols ont produit peu de données scientifiques. Les observations effectuées ont permis d'identifier plus de cent volcans actifs à la surface de cette lune parmi lesquels Loki le plus puissant des volcans du système solaire. Ceux-ci produisent de la lave avec un débit énorme, faisant de cette lune, selon les spécialistes, une parfaite représentation de l'enfer. Il faut remonter à deux milliards d'années dans l'histoire de la Terre pour trouver des phénomènes d'une telle violence. La caméra de la sonde spatiale a pu effectuer des gros plans d'une éruption de lave montant à plus de 1,5 kilomètre au-dessus de la surface de la lune. Ces phénomènes très violents font évoluer la surface de Io beaucoup plus rapidement que sur Terre : entre deux survols espacés de cinq mois (G7 et C10), la sonde spatiale a ainsi constaté qu'une région d'un diamètre de 400 kilomètres autour du volcan Pillan avait été entièrement recouverte par une couche de lave durant cet intervalle de temps. Les phénomènes géologiques sont essentiellement provoqués par les forces de marée générées par Jupiter qui fluctuent selon la position de Io sur son orbite (cette dernière n'est pas circulaire). Ces forces déforment la planète comme une balle en caoutchouc. La friction interne des roches qui en résulte crée d'énormes quantités de chaleur interne qui représentent un flux thermique deux fois plus important que celui à l'origine du volcanisme de la Terre. Des montagnes culminant à 16 kilomètres d'altitude ont été découvertes par la sonde spatiale. Elles ne semblent pas d'origine volcanique. D'autres photos indiquent que ces sommets disparaissent progressivement à la suite d'énormes glissements de terrain provoqués par leur masse.
La découverte par Galileo d'un « trou » au niveau de Io dans le champ magnétique créé par Jupiter, complétée par des mesures du champ gravitationnel de la lune, permettent de déduire que celle-ci possède un noyau métallique composé de fer et de sulfure de fer d'un diamètre de 900 kilomètres soit 52 % de son diamètre total. En effectuant son premier survol de Io à l'arrivée dans le système jovien les instruments de la sonde spatiale ont constaté la présence de l'ionosphère à une altitude de 900 kilomètres alors que, selon les données collectées par les sondes spatiales précédentes, celle-ci aurait dû culminer à 50-100 kilomètres. Ces différences reflètent la grande variabilité de cette région de l'espace autour de Io.

### Lunes internes de Jupiter
Les quatre lunes internes de Jupiter Métis, Amalthée, Thébé et  Adrastée  circulent entre les quatre lunes galiléennes et Jupiter. Ces satellites de petite taille (le plus grand est long de 270 kilomètres alors que le plus petit satellite galiléen fait 3 121 kilomètres de diamètre) ont pu être observés de relativement près lorsque la mission de Galileo a été prolongée et que les responsables de mission ont décidé d'abaisser le périgée de l'orbite de la sonde spatiale. Des photos relativement détaillées ont été réalisées par la sonde spatiale.

### Autres
Galileo photographie la collision de la comète Shoemaker-Levy 9 avec la planète Jupiter. La sonde a plusieurs premières à son actif. C'est la première sonde qui réussit un survol à faible distance d'un astéroïde (Gaspra) et la première sonde à se placer en orbite autour d'une planète extérieure et autour de Jupiter. C'est également la première sonde spatiale lancée depuis la navette spatiale américaine Atlantis. Durant son transit vers Jupiter, la sonde traverse la tempête de poussières interplanétaires la plus intense jamais observée. Lors de son survol de la Terre, les instruments de Galileo permettent de détecter un immense bassin sur la face cachée de la Lune qui n'avait jusque-là pas été observé.

Images prises par Galileo
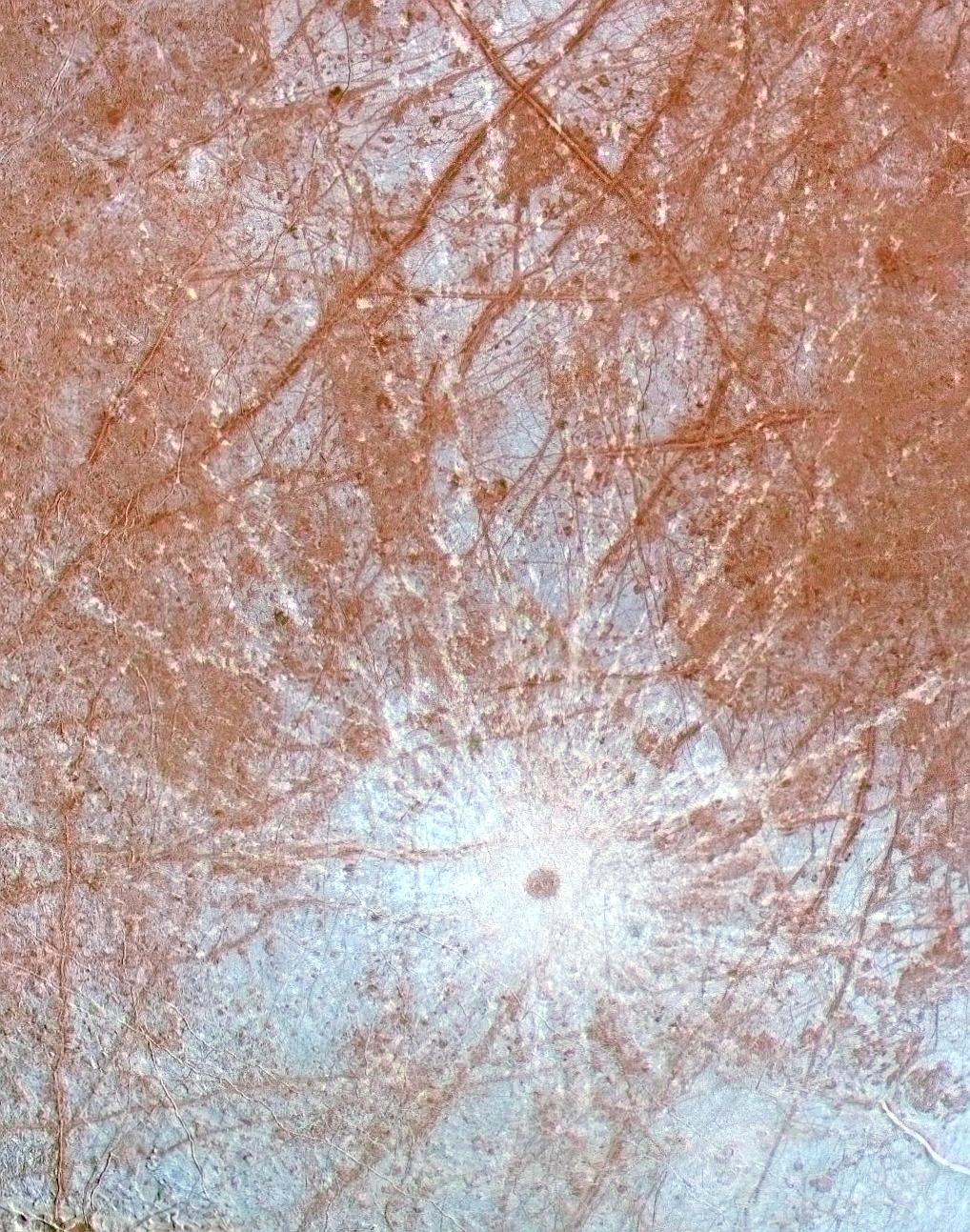
Le cratère Pwyll sur Europe.
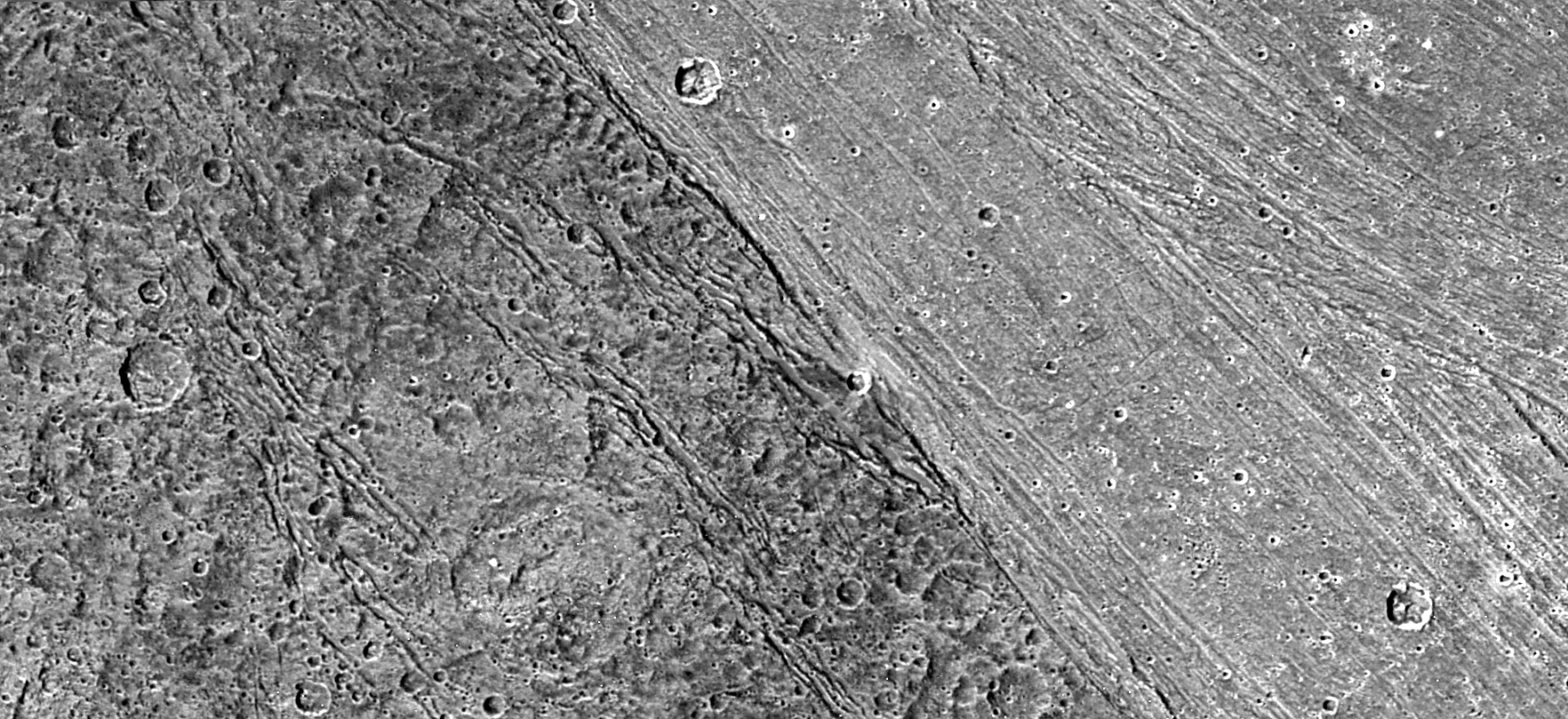
Détail de la surface de Ganymède.

## Postérité

### Fin des missions de typeflagship
Les déboires rencontrés par le projet Galileo - la longueur de la phase de conception, l'anomalie de l'antenne grand gain et son impact sur le volume des données scientifiques recueillies ainsi que les dépassements budgétaires - ont une influence décisive sur la stratégie ultérieure d'exploration du système solaire de la NASA. Ses dirigeants, échaudés également par le déroulement des deux autres projets de type flagship — Cassini-Huygens en cours de développement au début des années 1990 et dont le budget explose, et Mars Observer (1992), qui se conclut par un échec —, décident peu après de mettre fin aux missions coûteuses pour s'orienter vers des projets moins ambitieux mais moins risqués et permettant d'obtenir des résultats rapidement. Cette nouvelle stratégie résumée dans le slogan « faster, better, cheaper » (« plus vite, mieux, moins cher ») de Daniel Goldin sera contestée par la suite. Mars Science Laboratory, développé au milieu des années 2000 dans un contexte très favorable (succès des rovers et orbiteurs martiens), marquera le retour du flagship.

### Missions postérieures et programmées
L'étude de Jupiter et de ses lunes reste un objectif prioritaire. En février 2007 la sonde New Horizons en route pour Pluton effectue un survol de Jupiter et de ses lunes. Ses caméras plus performantes que celles de Galileo permettent de prendre de meilleures images de la planète et de ses lunes. La sonde spatiale Juno, lancée en 2011, se place sur une orbite polaire autour de Jupiter en 2016 pour étudier la composition de l'atmosphère et les caractéristiques de la magnétosphère de Jupiter. JUICE, sonde spatiale de l'Agence spatiale européenne, a été lancée le 14 avril 2023 et étudiera Ganymède après s'être placée en orbite autour de cette lune en 2035. Il est prévu qu'elle survole auparavant à deux reprises Europe. En 2014, la NASA tente de monter une mission pour l'étude de la lune Europe, mais se heurte à des contraintes budgétaires.